# Passaporte britânico
O passaporte britânico é um documento de viagem emitido pelo Reino Unido ou por outras dependências e territórios britânicos para indivíduos com qualquer tipo de nacionalidade britânica. Ele concede ao portador passagem internacional de acordo com os requisitos de visto e serve como prova de cidadania. Também facilita o acesso à assistência consular das embaixadas britânicas em todo o mundo. Os passaportes são emitidos com base na prerrogativa real, que é exercida pelo governo do Reino Unido. Isso significa que a concessão de um passaporte é um privilégio, não um direito, e pode ser retirada em algumas circunstâncias. Os passaportes de cidadãos britânicos têm sido emitidos no Reino Unido pelo His/Her Majesty's Passport Office (HMOP), Escritório de Passaportes de Sua Majestade em português, uma agência do Ministério do Interior, desde 2014. Todos os passaportes emitidos no Reino Unido desde 2006 são biométricos.
O legado do Reino Unido como potência imperial resultou em vários tipos de nacionalidade britânica e, como resultado, existem diferentes tipos de passaportes britânicos. Além disso, cada uma das dependências da Coroa e dos territórios ultramarinos emite suas próprias variantes de passaportes britânicos para aqueles com vínculos com suas jurisdições, que têm pequenas diferenças em relação à variante do Reino Unido. Todos os passaportes britânicos permitem que o portador solicite assistência consular das embaixadas britânicas e de algumas embaixadas do Commonwealth em alguns casos. Os cidadãos britânicos podem usar seu passaporte como prova do direito de residência no Reino Unido.
Entre 1920 e 1992, o design padrão dos passaportes britânicos era um livreto de capa dura azul-marinho com o brasão real estampado em dourado. A partir de 1988, o Reino Unido adotou passaportes de leitura óptica, de acordo com o padrão 9303 da Organização da Aviação Civil Internacional. Nessa época, a cor do passaporte também foi alterada para vermelho-vinho, para alinhá-lo com os passaportes da Comunidade Europeia dos outros Estados-membros. O passaporte de capa dura azul anterior continuou a ser emitido em conjunto com o novo design até os estoques se esgotarem em 1992. Em março de 2020, foi introduzido um novo passaporte azul-marinho com um design de continuidade baseado no passaporte azul anterior emitido pela última vez em 1992. Esse design foi introduzido gradualmente ao longo de vários meses e, quando introduzido, o plano era que todos os passaportes emitidos fossem azuis até meados de 2020. Todos os passaportes agora são emitidos com o design azul e são fabricados pela Thales DIS (antiga Gemalto) na Polônia.
Os cidadãos britânicos têm acesso sem visto ou com visto na chegada a 188 países e territórios. O acesso internacional disponível para os cidadãos britânicos está em sexto lugar no mundo, de acordo com o Índice de Restrições de Vistos de 2023. Desde a introdução dos passaortes biométricos em 2006, um novo design foi introduzido a cada cinco anos.

## História

### Passaportes antigos (1414-1921)
| Passaportes britânicos emitidos em 1857 (esquerda) e 1862 (direita). |

Acredita-se que o Rei Henrique V da Inglaterra tenha inventado o que alguns consideram o primeiro passaporte no sentido moderno, como um meio de ajudar seus súditos a provar quem eram em terras estrangeiras. A referência mais antiga a esses documentos é encontrada na Lei de Condutas Seguras (Safe Conducts Act 1414) de 1414. Em 1540, a concessão de documentos de viagem na Inglaterra passou a ser uma função do Conselho Privado da Inglaterra, e foi nessa época que o termo "passaporte" foi introduzido. Na Escócia, os passaportes eram emitidos pela Coroa escocesa e também podiam ser emitidos em nome da Coroa por burghs, religiosos seniores e nobres. Os passaportes ainda eram assinados pelo monarca até 1685, quando o Secretário de Estado passou a assiná-los. O Secretário de Estado assinou todos os passaportes no lugar do monarca a partir de 1794, quando os registros formais começaram a ser mantidos (todos esses registros ainda existem). Os passaportes eram escritos em latim ou inglês até 1772, e depois em francês até 1858. Desde então, eles são escritos em inglês, com algumas seções traduzidas para o francês. Em 1855, os passaportes tornaram-se um documento padronizado emitido exclusivamente para cidadãos britânicos. Eles eram um documento de papel simples, de uma única folha, feito à mão.
Algumas duplicatas de passaportes e registros de passaportes estão disponíveis na Biblioteca Britânica, por exemplo, IOR: L/P&J/11 contém alguns passaportes sobreviventes de ayahs viajantes da década de 1930. Um passaporte emitido em 18 de junho de 1641 e assinado pelo Rei Charles I ainda existe.
A partir do final do século XIX, um número cada vez maior de britânicos começou a viajar para o exterior devido ao advento das ferrovias e dos serviços de viagem, como o Cronograma da Thomas Cook Continental. A velocidade dos trens, bem como o número de passageiros que cruzavam várias fronteiras, dificultou a aplicação das leis de passaporte, e muitos viajantes não portavam passaporte nessa época. No entanto, a eclosão da Primeira Guerra Mundial levou à introdução de controles modernos de fronteira, inclusive no Reino Unido, com a aprovação da Lei da Nacionalidade Britânica e do Estatuto de Estrangeiros (British Nationality and Status of Aliens Act) de 1914. Assim, em 1915, o governo britânico desenvolveu um novo formato de passaporte que poderia ser produzido em massa e usado para identificar rapidamente o portador. O novo passaporte consistia em uma folha impressa dobrada em dez e afixada em uma capa de papelão revestida. Ele incluía uma descrição do portador, bem como uma fotografia, e precisava ser renovado após dois anos.

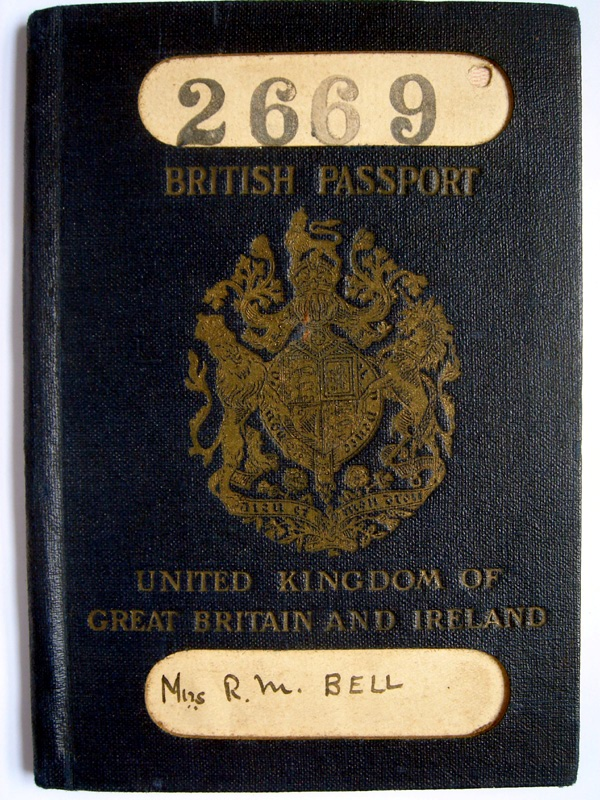
Passaporte britânico emitido em 1924

### Livretos de passaportes (1921-1993)
Em outubro de 1920, a Liga das Nações realizou a Conferência de Paris sobre Passaportes e Formalidades Alfandegárias e Passagens. Diplomatas britânicos se juntaram a 42 países para elaborar diretrizes para passaportes e um projeto geral de livreto resultou da conferência. O modelo da Liga especificava um livreto de 32 páginas de 15,5 cm por 10,5 cm. As primeiras quatro páginas eram reservadas para detalhar as características físicas, a ocupação e a residência do portador.
O governo britânico criou o Passport Office (Escritório de Passaportes) no mesmo ano e, em 1921, começou a emitir passaportes de 32 páginas com capa dura azul-marinho com um brasão em relevo. "BRITISH PASSPORT" era o identificador comum impresso na parte superior de todos os livretos, enquanto o nome do governo emissor era impresso abaixo do brasão (por exemplo, Reino Unido, Nova Zelândia, Hong Kong). Os recortes na capa permitiam a exibição do nome do portador e do número do passaporte. Esse formato continuaria sendo o padrão para a maioria dos passaportes britânicos até a introdução dos passaportes de leitura óptica em 1988. Ele continuou a ser emitido no Reino Unido até o final de 1993.
Como em muitos documentos de viagem contemporâneos em todo o mundo, os detalhes eram escritos à mão no passaporte e (a partir de 1955) incluíam: número, nome do titular, "acompanhado de sua esposa" e nome de solteira dela, "e" (número) "filhos", status nacional. Tanto para o portador quanto para a esposa: profissão, local e data de nascimento, país de residência, altura, cor dos olhos e do cabelo, peculiaridades, assinatura e fotografia. Nomes, datas de nascimento e sexo dos filhos, lista de países para os quais é válido, local e data de emissão, data de validade, uma página para renovações e, no verso, detalhes da quantia de moeda estrangeira para despesas de viagem (uma quantia limitada de libras esterlinas, normalmente £50, mas que aumentava com a inflação, podia ser retirada do país). O sexo do portador não era declarado explicitamente, embora o nome fosse escrito com o título ("Mr John Smith"). O texto descritivo era impresso em inglês e francês (uma prática que ainda continua), por exemplo, "Accompanied by his wife (Maiden name)/Accompagné de sa femme (Née)". Os detalhes alterados eram riscados e reescritos, com uma nota carimbada confirmando a alteração.

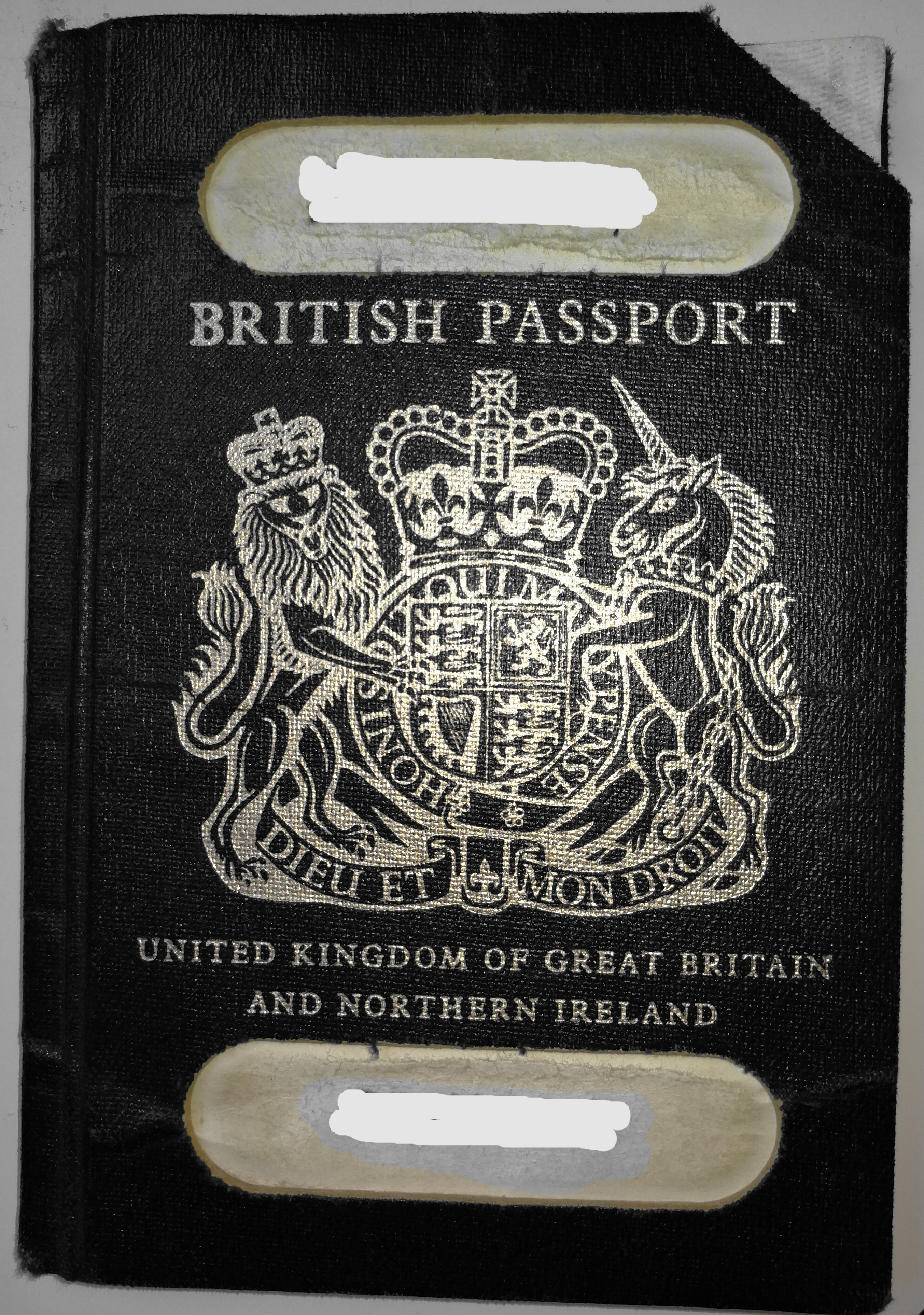
Passaporte britânico emitido em 1991, antes da mudança completa para passaportes da Comunidade Europeia com leitura óptica

Se fossem inseridos os dados e a fotografia da esposa do homem e os dados dos filhos (o que não era obrigatório), o passaporte poderia ser usado pelo portador, pela esposa e pelos filhos menores de 16 anos, se estivessem juntos; eram necessários passaportes separados para que a esposa ou os filhos viajassem de forma independente. O passaporte era válido por cinco anos, renovável por mais cinco após os quais deveria ser substituído.
A renovação de um passaporte exigia o cancelamento físico do passaporte antigo, que era então devolvido ao portador. O canto superior direito de sua capa frontal era cortado e a palavra "cancelled" (cancelado) era carimbada em um ou ambos os recortes da capa frontal, que mostravam o número do passaporte e o nome do portador, bem como nas páginas que mostravam os detalhes do portador e a validade do documento.
Durante grande parte do século XX, o passaporte tinha uma lista impressa de países para os quais era válido, que era adicionada manualmente à medida que a validade aumentava. Um passaporte emitido em 1955 era válido para a Comunidade Britânica, EUA e todos os países da Europa "incluindo a URSS, Turquia, Argélia, Açores, Ilhas Canárias, Islândia e Madeira"; durante seu período de validade, as restrições diminuíram e ele foi endossado "e para todos os outros países estrangeiros".

#### O passaporte de visitante britânico
Um novo tipo simplificado, o British Visitor's Passport, foi introduzido em 1961. Era uma única folha de papelão, dobrada em três, de modo a consistir em seis páginas do mesmo tamanho que as de um passaporte comum, e era válido por um ano. Durante muitos anos, ele pôde ser obtido nas Employment Exchanges, como agentes do Passport Office, e mais tarde em uma agência postal. Ele era aceito para viagens pela maioria dos países da Europa Ocidental (exceto viagens terrestres para Berlim Ocidental), mas foi retirado em 1995 por não atender aos novos padrões de segurança.

### Passaportes de leitura óptica (1988-2006)

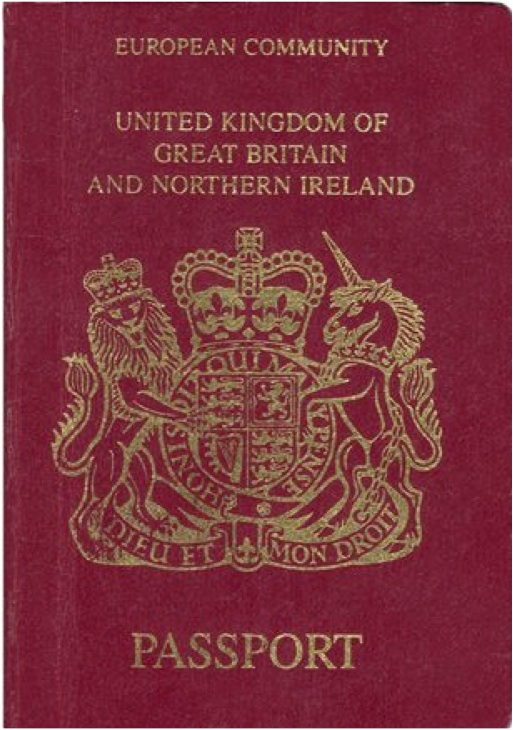
Passaporte da Comunidade Europeia, introduzido em 1988, antes de a Comunidade se tornar a União Europeia

Após os esforços de padronização de passaportes da década de 1920, os esforços para atualizar as orientações internacionais sobre passaportes foram limitados. O Reino Unido aderiu às Comunidades Europeias em 1973, em um momento em que as Comunidades buscavam fortalecer a identidade cívica europeia. Entre 1974 e 1975, os Estados-membros desenvolveram um formato comum. Eles concordaram que os passaportes deveriam ser na cor bordô e apresentar o título "Comunidade Europeia" além do nome do país. A adoção pelos Estados-membros foi voluntária. Embora a maior parte da Comunidade tenha adotado o formato em 1985, o Reino Unido continuou a emitir o tradicional livreto azul.
O rápido crescimento das viagens aéreas e as mudanças tecnológicas levaram a Organização da Aviação Civil Internacional a definir um novo padrão internacional para passaportes de leitura óptica, ICAO Doc 9303, em 1980. Um passaporte padrão de leitura óptica da ICAO era um desvio significativo do layout tradicional do passaporte britânico, e o governo britânico não o adotou imediatamente. Em 1986, os Estados Unidos anunciaram o Programa de Isenção de Visto. O conceito permitia que os portadores de passaportes de determinados países entrassem nos EUA a negócios ou a turismo sem solicitar um visto de visitante. O Reino Unido foi o primeiro país a aderir ao esquema em 1988; no entanto, uma exigência era que o viajante tivesse um passaporte legível por máquina. Assim, o governo britânico foi, depois de quase 70 anos, forçado a aposentar o tradicional passaporte azul-marinho no formato da Liga das Nações.

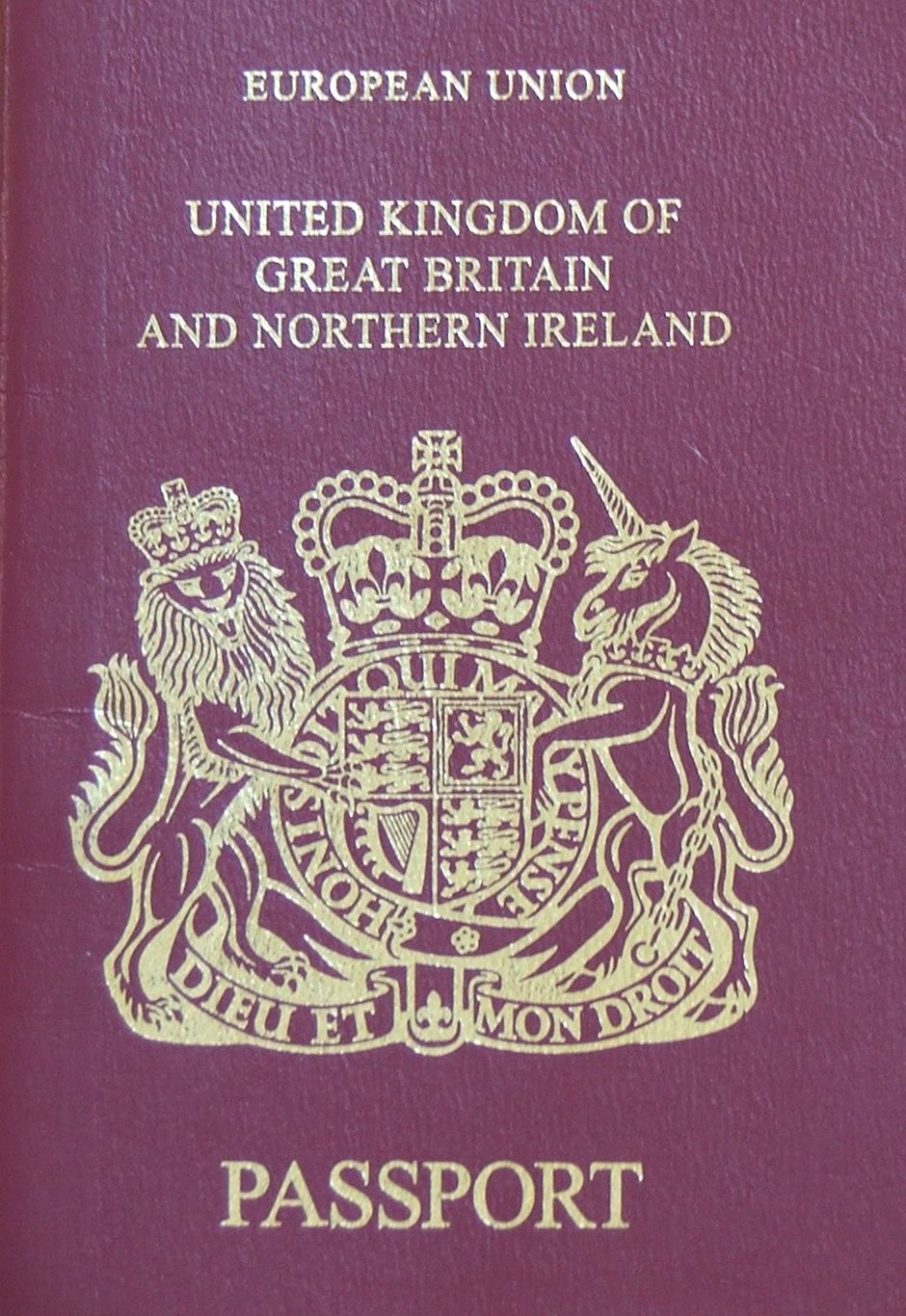
Passaporte não biométrico da União Europeia emitido após 1997

Com a mudança para passaportes de leitura óptica, o Reino Unido decidiu adotar o formato da Comunidade Europeia. Em 15 de agosto de 1988, o escritório de passaportes de Glasgow foi o primeiro a emitir passaportes legíveis por máquina na cor vinho. Eles tinham as palavras "Comunidade Europeia" na capa, posteriormente alteradas para "União Europeia" em 1997. O passaporte tinha 32 páginas, mas uma versão de 48 páginas foi disponibilizada com mais espaço para carimbos e vistos. Duas linhas de texto legível por máquina foram impressas no formato ICAO, e foi incluída uma seção na qual os termos relevantes ("sobrenome", "data de emissão" etc.) foram traduzidos para os idiomas oficiais da UE. Nem todos os passaportes emitidos no exterior tinham uma zona de leitura óptica, mas ela foi introduzida gradualmente à medida que o equipamento apropriado foi disponibilizado no exterior.
Embora outros territórios britânicos, como Hong Kong e as Ilhas Cayman, não fizessem parte da Comunidade Europeia, eles também adotaram o mesmo formato europeu, embora "British Passport" tenha permanecido no topo em vez de "European Community".
Em 1998, foi introduzido o primeiro passaporte com imagem digital, com as fotografias sendo substituídas por imagens impressas diretamente na página de dados, que foi movida da capa para uma página interna para reduzir a facilidade de fraude. Esses documentos foram emitidos até 2006, quando o passaporte biométrico foi introduzido.

### Passaportes biométricos (2006 até o presente)

#### Série A (2006-2015)

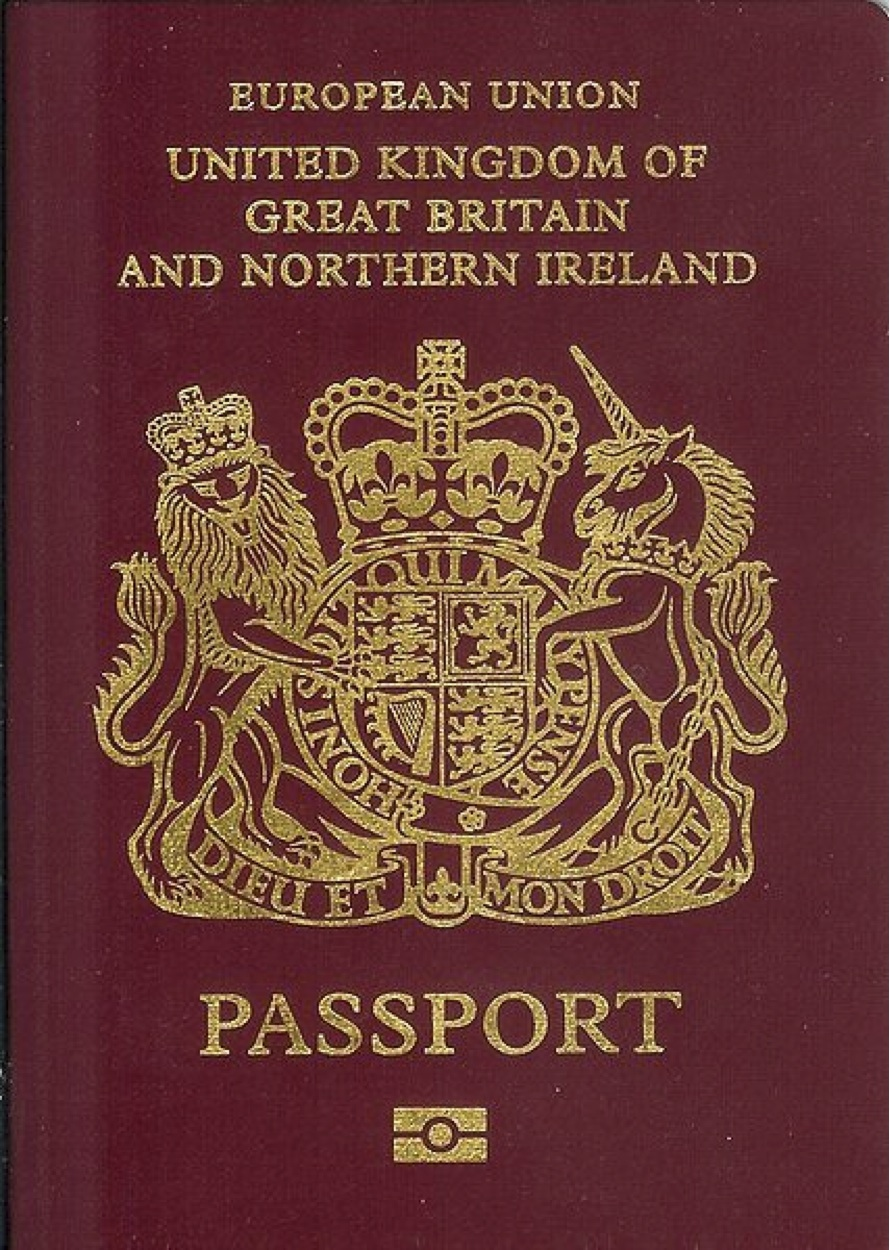
Passaporte britânico biométrico Série A

No final da década de 1990, o Grupo Consultivo Técnico da ICAO começou a desenvolver um novo padrão para o armazenamento de dados biométricos (por exemplo, foto, impressões digitais, leitura da íris) em um chip embutido no passaporte. Os ataques de 11 de setembro, que envolveram o sequestro de aviões comerciais, levaram à rápida incorporação do relatório técnico do grupo ao Doc. 9303 da ICAO.
O Serviço de Identidade e Passaporte emitiu o primeiro passaporte biométrico britânico em 6 de fevereiro de 2006, conhecido como Série A. Esse foi o primeiro passaporte britânico a apresentar arte. A Série A, versão 1, foi produzida entre 2006 e 2010, enquanto uma versão 2 atualizada com alterações técnicas e arte foi produzida entre 2010 e 2015.
A versão 1 apresentava pássaros nativos das Ilhas Britânicas. A página de dados biográficos foi impressa com um fundo finamente detalhado, incluindo o desenho de um lagópode-escocês, e a página inteira foi protegida contra modificações por um laminado que incorpora uma imagem holográfica do guarda-rios-comum; as páginas de vistos foram numeradas e impressas com fundos detalhados, incluindo desenhos de outras aves: esmerilhão, maçarico-real, alfaiate-preto e milhafre-real. Um chip e uma antena RFID eram visíveis na página de observações oficiais e continham as mesmas informações visuais impressas, inclusive uma cópia digital da fotografia com informações biométricas para uso com sistemas de reconhecimento facial. Os idiomas galês e gaélico escocês foram incluídos em todos os passaportes britânicos pela primeira vez, e apareciam na página de títulos substituindo os idiomas oficiais da UE, embora os idiomas da UE ainda aparecessem levemente como parte do design do plano de fundo. O galês e o gaélico escocês precederam os idiomas oficiais da UE na seção de traduções.
Em 2010, o Escritório de Passaportes de Sua Majestade (HMPO) assinou um contrato de dez anos, no valor de £400 milhões, com a De La Rue para produzir passaportes britânicos. Esta ação deu origem à Série A, versão 2, que introduziu pequenas melhorias de segurança. O chip biométrico foi deslocado da página de observações oficiais para o interior da capa, e a página de observações propriamente dita foi deslocada do verso do passaporte para imediatamente a seguir à página de dados. Para a versão 2, foi produzida uma arte totalmente nova, desta vez com um tema costeiro. As páginas de dados e de vistos apresentavam cenas costeiras, vida selvagem e símbolos meteorológicos.
A renovação do passaporte exigia o cancelamento físico do passaporte antigo, que era então devolvido ao portador. Os cantos superiores direitos das capas frontal e traseira foram cortados, bem como o canto superior direito do último par de páginas, que haviam sido encadernadas em plástico com os dados do portador e um chip digital; um formulário branco com código de barras informando "renovação" ("renewal") e os dados pessoais do portador foi colado na capa traseira.

#### Série B (2015-2020)

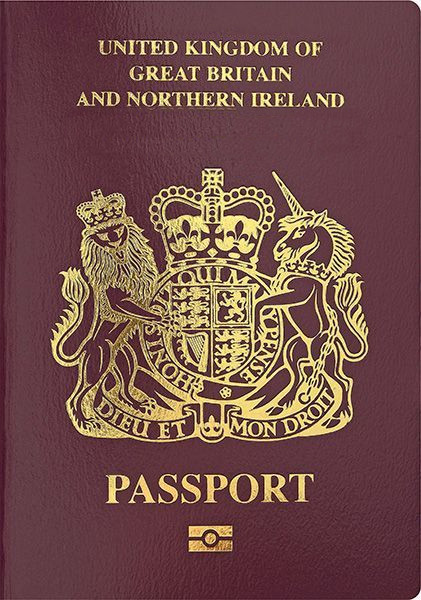
Passaporte biométrico Série B emitido após março de 2019

O contrato do HMPO com a De La Rue envolveu o design de uma nova geração de passaportes biométricos, que foi lançada em outubro de 2015 como o passaporte Série B. O design da capa permaneceu o mesmo da Série A, com pequenas alterações no material da capa. O número de páginas de um passaporte padrão foi aumentado de 32 para 34, e o passaporte "jumbo" de 50 páginas substituiu o passaporte comercial anterior de 48 páginas. Os novos recursos de segurança incluíam imagens tridimensionais em UV, impressão em páginas cruzadas e uma página de dados biográficos em uma única folha unida à contracapa. Também foi adotado um novo tipo de fonte para a capa (Times New Roman). Na época de seu lançamento, nenhum outro passaporte oferecia acesso sem visto a mais países do que o passaporte britânico Série B.
O tema do passaporte Série B era "Creative United Kingdom" (Reino Unido Criativo), e a HMPO descreveu a arte da Série B como a mais complexa já apresentada em um passaporte britânico. Cada conjunto de páginas duplas apresentava uma arte que celebrava 500 anos de conquistas em arte, arquitetura e inovação no Reino Unido. Mapas da Ordnance Survey também foram impressos em seu interior, apresentando locais relacionados às imagens. Um retrato de William Shakespeare foi incorporado em cada página como uma marca d'água.
O passaporte da Série B foi emitido inicialmente para cidadãos britânicos com "União Europeia" impresso na capa. No entanto, os novos estoques da Série B a partir de março de 2019 removeram a referência em antecipação à saída da UE. A mudança prematura foi controversa, dada a incerteza e a divisão no Reino Unido durante 2019.

#### Série C (2020 até o presente)
A introdução do passaporte cor de vinho legível por máquina entre 1988 e 1993 foi recebida com muita resistência. Os passaportes cor de vinho atraíram críticas por sua percepção de fragilidade, natureza de produção em massa e desvio repentino do design tradicional. Houve especulação sobre a reintrodução do passaporte de estilo antigo após a saída do Reino Unido da União Europeia. Mas o governo negou quaisquer planos imediatos. Essa mudança foi apoiada por alguns devido ao seu valor simbólico, incluindo o Secretário do Brexit, David Davis, enquanto outros pensaram que o peso indevido colocado em uma mudança tão trivial levantou a questão de se o governo foi capaz de priorizar sua ordem de negócios antes do Brexit. No entanto, o passaporte britânico deveria ser atualizado em 2020, pois o contrato existente do passaporte De La Rue estava expirando.
Em 2 de abril de 2017, o deputado Michael Fabricant disse que a De La Rue havia declarado que o brasão "contrastaria melhor no azul-marinho do que atualmente nos passaportes marrom-avermelhados" como parte de suas discussões pré-licitação com o governo. Em dezembro de 2017, o então Ministro da Imigração Brandon Lewis anunciou que o passaporte azul "retornaria" após a saída da UE.
Após uma licitação aberta de acordo com as regras de compras públicas da UE em 2018, a empresa de segurança franco-holandesa Gemalto foi selecionada em detrimento da impressora britânica de cédulas e documentos de viagem De La Rue. O resultado da licitação foi altamente controverso, pois a produção de passaportes britânicos em branco foi transferida de Gateshead, no Reino Unido, para Tczew, na Polônia. A maioria dos passaportes é produzida na Polônia, por ser mais econômica. No entanto, os passaportes urgentes, rápidos ou de serviço premium, que têm 34 ou 50 páginas, são produzidos localmente em centros de processamento de solicitações no Reino Unido.
Em 10 de março de 2020, o novo passaporte britânico azul da Série C começou a ser emitido oficialmente. Os passaportes da Série B também seriam emitidos enquanto o Ministério do Interior usava o estoque antigo.
Em 25 de setembro de 2020, o Escritório de Passaportes de Sua Majestade (HMPO) anunciou que todos os passaportes britânicos emitidos agora seriam azuis.
A Série C apresenta uma página de dados biográficos gravada a laser em policarbonato com um chip RFID incorporado. Também embutida na página de dados há uma lente de decodificação que decifra opticamente as informações ocultas na página de observações oficiais e na capa interna. O verso da página de dados em policarbonato serve como página de título e apresenta uma foto do portador em formato de retrato, lembrando os passaportes anteriores a 1988. A Série C apresenta pouca arte, sendo a rosa dos ventos a única arte impressa. O passaporte tem as flores nacionais da Inglaterra, Irlanda do Norte, Escócia e País de Gales (rosa de Tudor, Shamrock, acanto-bastardo e narciso, respectivamente) gravadas em relevo na contracapa.

### Carteiras de identidade nacionais

#### Segunda Guerra Mundial

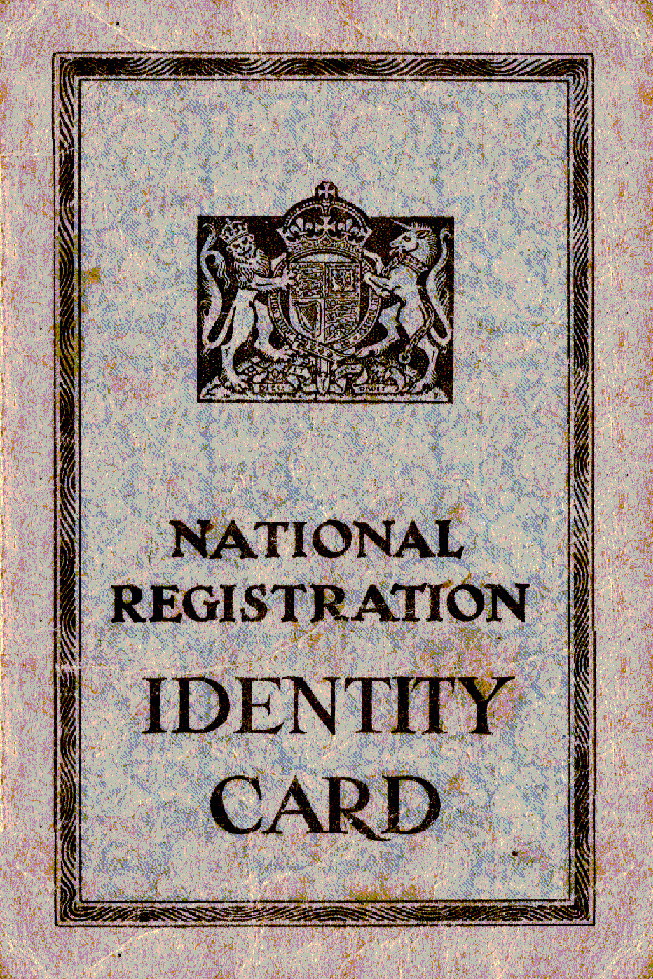
Uma carteira de identidade de adulto - 1943

A Lei de Registro Nacional estabeleceu um Registro Nacional que começou a funcionar em 29 de setembro de 1939 (Dia do Registro Nacional). Essa lei introduziu um sistema de carteiras de identidade e a exigência de que elas fossem produzidas quando solicitadas ou apresentadas a uma delegacia de polícia dentro de 48 horas. As carteiras de identidade tinham de ser portadas por todos os homens, mulheres e crianças o tempo todo. Elas incluíam informações como nome, idade, endereço e profissão.
Antes do Dia do Registro Nacional, 65.000 enumeradores em todo o país entregaram formulários nos quais os moradores deveriam registrar seus dados. No domingo e na segunda-feira seguintes, os enumeradores visitaram todas as residências, verificaram o formulário antes de emitir uma carteira de identidade preenchida para cada um dos residentes. Naquela época, todas as carteiras eram da mesma cor marrom/bege.
Há três motivos principais para sua introdução:
1. O grande deslocamento da população causado pela mobilização e evacuação em massa e também a necessidade de controle e planejamento completos da mão de obra em tempo de guerra para maximizar a eficiência da economia de guerra.
2. A probabilidade de racionamento (introduzido a partir de janeiro de 1940).
3. Estatísticas populacionais. Como o último censo havia sido realizado em 1931, havia poucos dados precisos nos quais basear as decisões vitais de planejamento. O Registro Nacional era, na verdade, um censo instantâneo e a Lei de Registro Nacional se assemelhava muito à Lei do Censo de 1920 em muitos aspectos.

Em 21 de fevereiro de 1952, não foi mais necessário portar uma carteira de identidade. A Lei de Registro Nacional de 1939 foi revogada em 22 de maio desse ano.

#### Planos abandonados para passaportes biométricos de "próxima geração" e registro de identidade nacional
Havia planos, de acordo com a Lei de Carteiras de Identidade de 2006, de vincular os passaportes ao sistema de Carteiras de Identidade. No entanto, no Acordo de Coalizão entre Conservadores e Liberais Democratas que se seguiu às Eleições Gerais de 2010, o novo governo anunciou que planejava eliminar o sistema de carteiras de identidade, o Registro Nacional de Identidade e a próxima geração de passaportes biométricos, como parte de suas medidas "para reverter a erosão substancial das liberdades civis sob o governo trabalhista e reduzir a intrusão do Estado".
A Lei de Carteiras de Identidade de 2006 exigiria que qualquer pessoa que solicitasse um passaporte tivesse seus dados inseridos em um banco de dados computadorizado centralizado, o Registro de Identidade Nacional, parte do Esquema de Identidade Nacional associado a carteiras de identidade e passaportes. Uma vez registrada, a pessoa também seria obrigada a atualizar qualquer alteração em seu endereço e dados pessoais. Esperava-se que a carteira de identidade custasse até £60 (sendo que £30 iriam para o governo e o restante seria cobrado como taxas de processamento pelas empresas que coletariam as impressões digitais e as fotografias). Em maio de 2005, o governo informou que o custo de uma carteira de identidade e de um passaporte combinados seria de £93 mais as taxas de processamento.
A próxima geração de passaportes biométricos, que conteria chips com imagens faciais e impressões digitais, deveria ter sido emitida a partir de 2012. Todos que solicitassem um passaporte a partir de 2012 teriam suas 10 impressões digitais digitalizadas e armazenadas em um banco de dados, embora apenas duas fossem registradas no passaporte.
Ninguém no Reino Unido é obrigado a portar qualquer forma de identificação. Em situações cotidianas, a maioria das autoridades, como a polícia, não faz verificações pontuais de identificação de indivíduos, embora possam fazê-lo em casos de prisão.

### Grupo Five Nations Passport
Desde 2004, o Reino Unido participa do Five Nations Passport Group, um fórum internacional de cooperação entre as autoridades emissoras de passaportes da Austrália, Canadá, Nova Zelândia e Estados Unidos para "compartilhar as melhores práticas e discutir inovações relacionadas ao desenvolvimento de políticas, produtos e práticas de passaportes".

## Tipos de passaportes britânicos
Devido às muitas categorias diferentes na lei de nacionalidade britânica, há diferentes tipos de passaportes para cada classe de nacionalidade britânica. Todas as categorias de passaportes britânicos são emitidas pelo Governo de Sua Majestade sob prerrogativa real. Como todos os passaportes britânicos são emitidos em nome da Coroa, o monarca reinante não precisa de passaporte. A tabela a seguir mostra o número de passaportes britânicos válidos no último dia de 2022 e mostra as diferentes categorias elegíveis para ter um passaporte britânico:

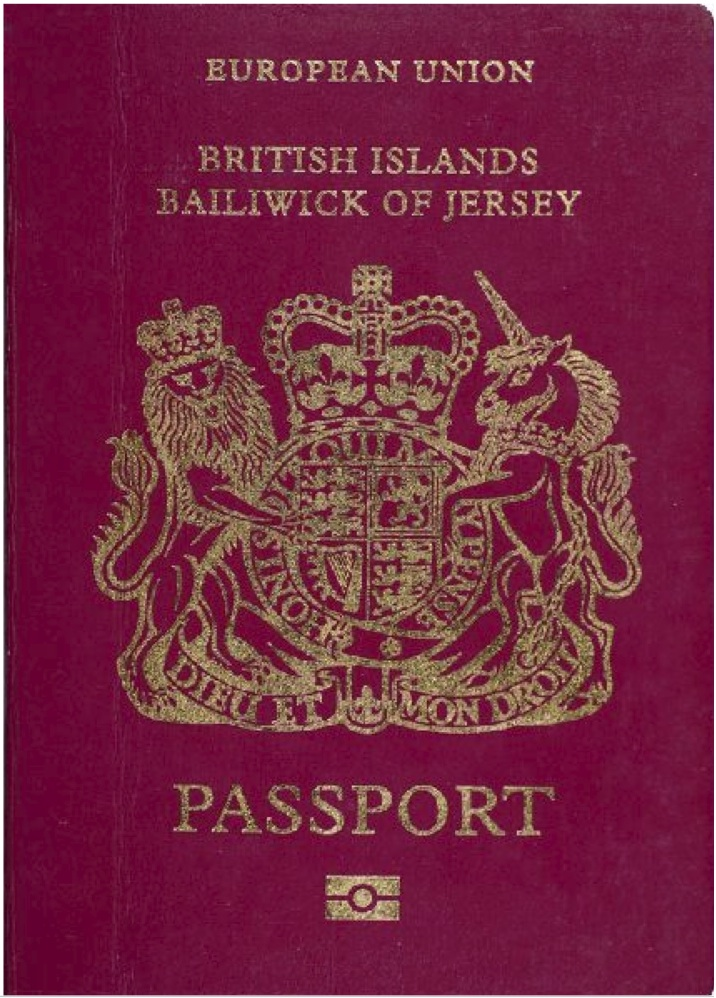
Um passaporte britânico emitido em Jersey (antes de 30 de março de 2019).

| Categoria                                                                       | Código de nacionalidade | Passaportes válidos em 31 de dezembro de 2022 |
| ------------------------------------------------------------------------------- | ----------------------- | --------------------------------------------- |
| Cidadãos britânicos                                                             | GBR                     | 49,981,699                                    |
| Cidadãos dos Territórios Britânicos Ultramarinos                                | GBD                     | 92,079                                        |
| Cidadãos britânicos ultramarinos                                                | GBO                     | 10,456                                        |
| Cidadãos/súditos (subjects) britânicos com direito de residência no Reino Unido | GBS                     | 24,385                                        |
| Cidadãos/súditos (subjects) britânicos sem direito de residência no Reino Unido | GBS                     | 657                                           |
| Pessoas britânicas protegidas                                                   | GBP                     | 1,090                                         |
| Nacionais britânicos ultramarinos                                               | GBN                     | 708,838                                       |

### Cidadão britânico, cidadão britânico ultramarino, súdito britânico, pessoas britânicas protegidas, nacional britânico ultramarino
Os passaportes de cidadão britânico, cidadão britânico ultramarino, súdito britânico, pessoa britânica protegida e nacional britânico ultramarino são emitidos pelo HMPO. Os cidadãos britânicos dessas categorias que solicitam passaportes fora do Reino Unido podem solicitar seu passaporte on-line no HMPO. Os passaportes britânicos eram emitidos anteriormente pelo Ministério das Relações Exteriores (FCO) nas embaixadas britânicas em todo o mundo. Entretanto, em 2009, isso foi interrompido e os passaportes de cidadãos britânicos agora só podem ser emitidos pelo Passport Office no Reino Unido. O FCO afirma: "Em seu relatório de 2006 sobre serviços consulares, o National Audit Office recomendou limitar a produção de passaportes a menos locais para aumentar a segurança e reduzir as despesas".

### Gibraltar
Os cidadãos britânicos e os cidadãos do Território Britânico Ultramarino de Gibraltar podem solicitar seu passaporte em Gibraltar, onde ele será emitido pelo Escritório de Registro e Estado Civil de Gibraltar. Os cidadãos britânicos ainda podem morar, trabalhar e estudar em Gibraltar a qualquer momento, pois a cidadania britânica concede o direito de residência em Gibraltar.

### Dependências da Coroa e Territórios Ultramarinos
Os passaportes britânicos em Jersey, Guernsey e na Ilha de Man são emitidos em nome do Vice-Governador das respectivas Dependências da Coroa em nome dos Estados de Jersey, Guernsey e do Governo da Ilha de Man, respectivamente. Enquanto isso, nos Territórios Britânicos Ultramarinos, os passaportes de cidadão dos Territórios Britânicos Ultramarinos são emitidos em nome do governador do respectivo território. No entanto, um cidadão de território ultramarino que resida e renove seu passaporte no Reino Unido receberá um livro de passaporte padrão (por exemplo, cidadão britânico), apenas com o registro de seu status de território ultramarino.
Devido à promulgação do traduza British Nationality (Falkland Islands) Act (British Nationality (Falkland Islands) Act) 1983 e da Lei sobre os Territórios Ultramarinos Britânicos (British Overseas Territories Act 2002), os cidadãos das Ilhas Falkland só podem solicitar passaportes de cidadãos britânicos, mesmo que também tenham o status de cidadão de um Território Ultramarino. Os cidadãos de Gibraltar também tiveram seu passaporte de Território Ultramarino cancelado se solicitassem um passaporte de cidadão britânico após 2002.
A designação de nacionalidade dos Territórios Ultramarinos é "British Overseas Territories Citizen" (Cidadão dos Territórios Ultramarinos Britânicos), independentemente da residência do portador. Anteriormente, na zona de leitura óptica, o código ISO 3166-1 alfa-3 de três letras do território era fornecido no campo do código do estado emissor, enquanto GBR (cidadãos dos Territórios Britânicos Ultramarinos (BOTCs), anteriormente cidadãos dos Territórios Dependentes Britânicos) era mostrado no campo da nacionalidade. Qualquer um desses recursos permitiu a distinção automática entre BOTCs relacionados a diferentes territórios. Desde que a HMPO assumiu a responsabilidade pela emissão de passaportes BOTC em 2015, no entanto, o código do Estado emissor foi alterado para GBR para todos os territórios, tornando impossível identificar o domicílio do titular sem o auxílio de outros recursos, como a capa do passaporte.

### Passaportes britânicos especiais

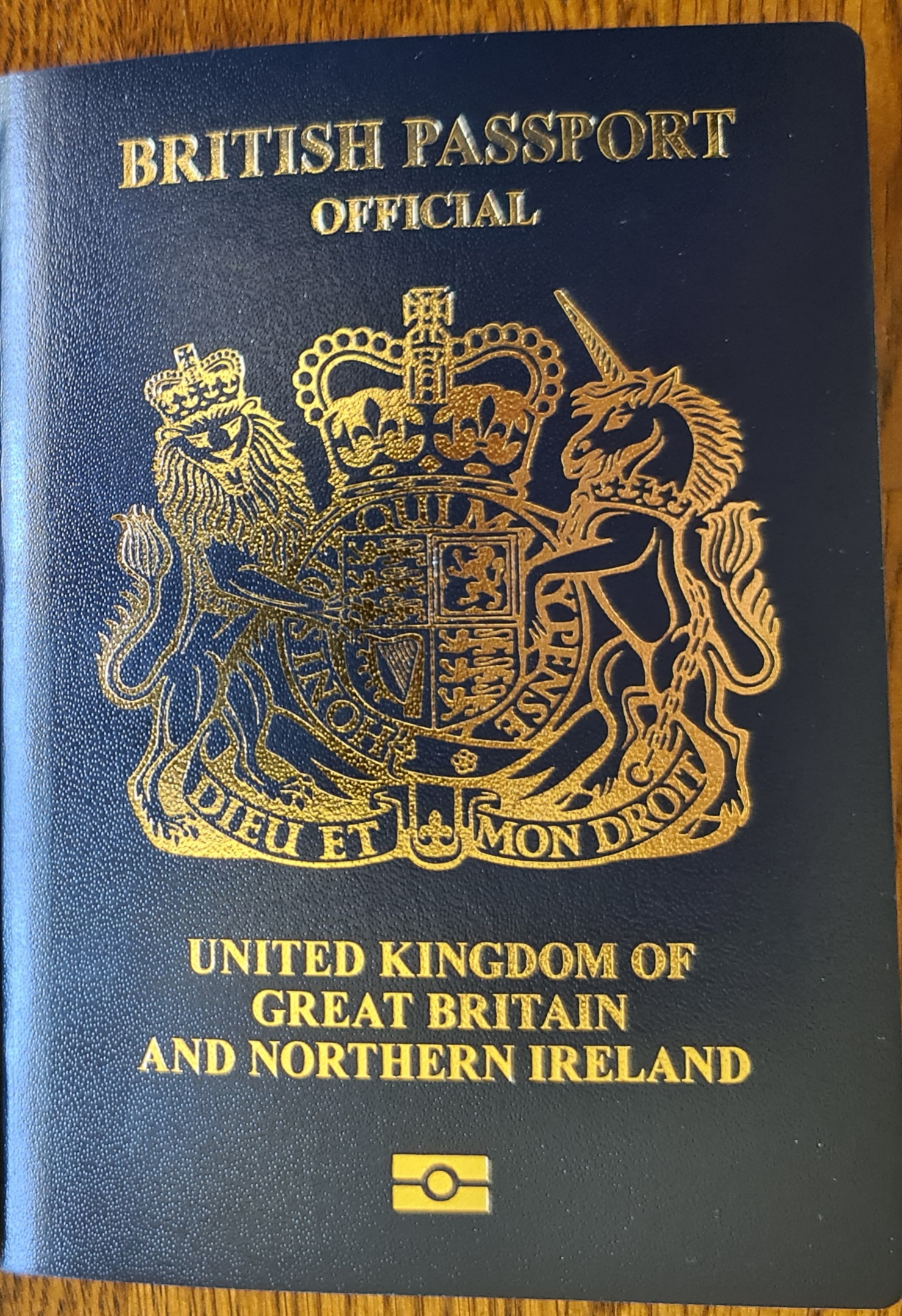
Capa do passaporte oficial britânico atual (com chip), emitido a partir de março de 2020

- Os passaportes diplomáticos são emitidos no Reino Unido pelo HMPO. Eles são emitidos para diplomatas britânicos e funcionários de alto escalão do governo para facilitar as viagens ao exterior.
- Os passaportes oficiais são emitidos para aqueles que viajam para o exterior a negócios oficiais do Estado.
- Os passaportes King's Messenger (Mensageiro do Rei) eram emitidos para mensageiros diplomáticos que transportavam documentos em nome do governo britânico. Desde 2014, eles foram substituídos por uma observação em um passaporte diplomático padrão.
- Os passaportes de emergência são emitidos pelas embaixadas britânicas em todo o mundo. Os passaportes de emergência podem ser emitidos para qualquer pessoa que tenha nacionalidade britânica. Os cidadãos do Commonwealth também são elegíveis para receber passaportes de emergência britânicos em países onde seu país de nacionalidade não está representado. De acordo com um acordo recíproco, os passaportes de emergência britânicos também podem ser emitidos para cidadãos da UE em países onde seu próprio país não tenha uma missão diplomática ou não possa prestar assistência.
- Os passaportes coletivos (também conhecidos como de grupo) são emitidos para grupos definidos de 5 a 50 indivíduos que são cidadãos britânicos com menos de 18 anos de idade para viajar juntos para o EEE e para a Suíça, como um grupo de crianças em uma viagem escolar.[59]

### Passaportes da União Europeia
Cidadãos britânicos, cidadãos do Território Britânico Ultramarino de Gibraltar e súditos britânicos com direito de residência são considerados cidadãos do Reino Unido para fins da legislação da UE. Portanto, eles foram considerados cidadãos da UE até 31 de janeiro de 2020, quando o Reino Unido se retirou do bloco. Como resultado, os passaportes emitidos para esses cidadãos foram considerados passaportes da UE. Os passaportes britânicos com status da UE facilitavam o acesso à assistência consular de outro Estado-membro da União Europeia.
Os cidadãos britânicos que tinham status da UE continuaram a desfrutar de livre circulação no Espaço Econômico Europeu e na Suíça até que o período de transição do Brexit terminasse em 31 de dezembro de 2020. O direito de viver e trabalhar na República da Irlanda continuará para os cidadãos britânicos, já que os cidadãos britânicos não são tratados como estrangeiros pela lei irlandesa. Os acordos da Zona Comum de Viagens para viagens sem visto permanecem inalterados. Outros tipos de cidadãos britânicos não foram considerados cidadãos da UE, mas podem, no entanto, desfrutar de viagens sem visto para o Espaço Schengen por um curto período.

## Aparência física

### Capa externa
Os passaportes britânicos atuais são descritos como azul-marinho embora muitos observadores tenham descrito a cor como preta.
O passaporte azul tem o brasão do Reino Unido estampado no centro da capa. A inscrição "BRITISH PASSPORT" aparece acima do brasão e o nome do governo emissor aparece abaixo (por exemplo, "UNITED KINGDOM OF GREAT BRITAIN AND NORTHERN IRELAND" ou "TURKS AND CAICOS ISLANDS"). Quando um cidadão britânico está ligado a um território que não está mais sob a soberania britânica (por exemplo, nacional britânico ultramarino em Hong Kong), o governo emissor é o Reino Unido. O símbolo do passaporte biométrico  aparece na parte inferior da capa frontal. A capa traseira dos passaportes azuis também é gravada com os emblemas florais da Inglaterra (rosa de Tudor), Irlanda do Norte (Shamrock), Escócia (acanto-bastardo) e País de Gales (narciso).
Os passaportes bordô emitidos pelo Reino Unido, Gibraltar e as dependências da Coroa seguem um formato diferente, pois são baseados no modelo comum da UE. As palavras "UNITED KINGDOM OF GREAT BRITAIN AND NORTHERN IRELAND" (+ "GIBRALTAR", quando relevante) ou "BRITISH ISLANDS" (+ o nome da dependência) estão inscritas acima do brasão, enquanto a palavra "PASSPORT" está inscrita abaixo. O símbolo do passaporte biométrico  aparece na parte inferior da capa. Nos passaportes emitidos antes de 29 de março de 2019, as palavras "UNIÃO EUROPEIA" foram impressas na parte superior do livreto.

#### Passaportes relacionados a funções
Além dos passaportes comuns descritos acima, passaportes especiais são emitidos para funcionários do governo, aos quais o status diplomático pode (passaporte diplomático) ou não (passaporte oficial) ser conferido pelo texto na capa. Até 2014, estava disponível um passaporte especial para um Queen's Messenger (mensageiro da Rainha), que tinha em sua capa o texto "QUEEN'S MESSENGER - COURRIER DIPLOMATIQUE" abaixo do brasão e o texto "BRITISH PASSPORT" acima dele. Apesar da capa vermelha, as páginas internas continuavam parecidas com as do antigo passaporte azul.
Cada capa de passaporte está detalhada na galeria abaixo.

### Capa interna
Os passaportes britânicos emitidos pelo Reino Unido durante o reinado da Rainha Elizabeth II contêm em sua capa interna as seguintes palavras em inglês:
O Secretário de Estado de Sua Majestade Britânica solicita e requer, em nome de Sua Majestade, que todos aqueles a quem possa interessar permitam que o portador passe livremente, sem deixar ou impedir, e que lhe ofereçam a assistência e a proteção necessárias.
Após a ascensão do Rei Charles III, a solicitação passou a ter a seguinte redação em inglês:
O Secretário de Estado de Sua Majestade Britânica solicita e requer, em nome de Sua Majestade, a todos aqueles a quem possa interessar que permitam que o portador passe livremente, sem permissão ou impedimento, e que ofereçam ao portador a assistência e a proteção necessárias.

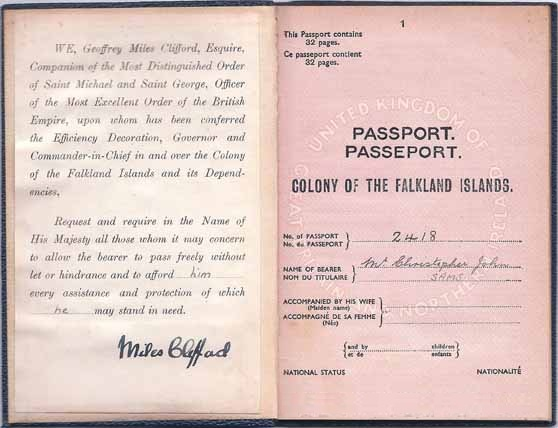
Páginas internas da capa de um passaporte das Ilhas Falkland (não emitido após 1982) mostrando a solicitação feita pelo Governador das Ilhas Falkland, que também foi nomeado.

Em passaportes mais antigos, era feita uma referência mais específica a "Her Britannic Majesty's Principal Secretary of State for Foreign Affairs" ("O Secretário de Estado de Sua Majestade Britânica solicita e requer em nome de Sua Majestade..."), originalmente incluindo o nome do titular.
Em meados de julho de 2023, o Ministério do Interior anunciou que os passaportes britânicos emitidos em nome do Rei Charles estavam sendo emitidos, e os novos passaportes agora terão as palavras: "His Britannic Majesty's Secretary of State requests and requires in the name of His Majesty..." ("O Secretário de Estado de Sua Majestade Britânica solicita e requer em nome de Sua Majestade...").
Nos passaportes não emitidos pelo Reino Unido, a solicitação é feita pelo Governador ou Tenente-Governador do território em "Nome de Sua Majestade Britânica".

### Página de informações
Os passaportes britânicos emitidos pelo Escritório de Passaportes incluem os seguintes dados na página de informações:
- Fotografia do proprietário/titular (imagem digital impressa na página).
- Tipo (P).
- Código do estado emissor (GBR).
- Número do passaporte.
- Sobrenome (consulte a nota abaixo sobre títulos).
- Nomes próprios.
- Nacionalidade (a classe de nacionalidade britânica, como "British Citizen" ou "British Overseas Citizen" ou, se emitido em nome de um país da Commonwealth, "Commonwealth Citizen").[66]
- Data de nascimento.
- Sexo (gênero).
- Local de nascimento (somente a cidade ou vila é listada, mesmo que tenha nascido fora do Reino Unido; locais de nascimento no País de Gales são registrados em galês mediante solicitação).[67]
- Data de emissão.
- Autoridade (Authority).
- Data de expiração.
- Zona legível por máquina começando com P< GBR.

Os itens são identificados por texto em inglês e francês (por exemplo, "Given names/Prénoms"). As traduções em galês, gaélico escocês, irlandês e espanhol estão escritas na página 5 (Série C), com a tradução em inglês e francês também sendo incluída (por exemplo, "Surname / Cyfenw / Cinneadh / Sloinne / Nom / Apellidos"). Os passaportes emitidos até março de 2019 foram traduzidos para todos os idiomas oficiais da UE.
De acordo com o governo britânico, a política atual de uso de títulos nobres em passaportes exige que o solicitante forneça provas de que o Lorde Lyon reconheceu um baronato feudal ou que o título está incluído na editora Burke's Peerage. Se aceito (e se o solicitante desejar incluir o título), a forma correta é o solicitante incluir a designação territorial como parte do sobrenome (sobrenome da designação territorial, por exemplo, Smith of Inverglen). A observação oficial mostraria então o nome completo do titular, seguido de seu título feudal, por exemplo, O titular é John Smith, Barão de Inverglen.

### Página de observações oficiais
Alguns passaportes britânicos são emitidos com endossos impressos na página de Observações Oficiais, geralmente em letras maiúsculas. Elas fazem parte do passaporte quando ele é emitido, diferentemente dos carimbos de imigração inseridos posteriormente nas páginas de vistos. Alguns exemplos são:
- O titular tem direito de residência no Reino Unido

Os cidadãos britânicos com direito de residência (geralmente da Irlanda) têm esse endosso em seus passaportes. Entre 1973 e 1982, essa observação também constava dos passaportes emitidos para cidadãos britânicos com conexão com o Reino Unido (agora cidadãos britânicos).
- O titular tem direito à readmissão no Reino Unido

Os cidadãos britânicos estrangeiros que obtiveram permissão indefinida para entrar (ILR) ou permanecer no Reino Unido após 1968 mantêm esse direito por toda a vida, pois seu ILR não está sujeito à regra de expiração de dois anos, e seus passaportes são emitidos com esse endosso.
- O titular está sujeito a controle nos termos da Lei de Imigração de 1971

Os cidadãos britânicos sem direito de residência no Reino Unido terão esse endosso em seus passaportes, a menos que tenham recebido licença indefinida para entrar ou permanecer. No entanto, embora um passaporte de nacional britânico ultramarino - BN(O)- não dê ao titular o direito de residência no Reino Unido, esse endosso não é encontrado nos passaportes BN(O) (versões de 1999 e biométrica).
- O titular não tem direito a se beneficiar das disposições da União Europeia relativas a emprego ou estabelecimento

Os cidadãos britânicos de Jersey, Guernsey e da Ilha de Man sem uma conexão qualificada com o Reino Unido por descendência ou residência por mais de cinco anos já tinham esse endosso em seus passaportes. Além disso, os cidadãos britânicos ultramarinos e os nacionais britânicos (ultramarinos) teriam o mesmo endosso se renovassem seu passaporte BOC (cidadão britânico ultramarino)/BN(O) após 29 de março de 2019. Essa observação deixou de ser usada a partir de 1º de janeiro de 2021.
- De acordo com as regras de imigração do Reino Unido, o titular desse passaporte não precisa de um certificado de entrada ou visto para visitar o Reino Unido

Esse endosso é encontrado nos passaportes BN(O) e, portanto, os portadores de passaportes BN(O) estão autorizados a entrar no Reino Unido como visitante sem um certificado de entrada ou visto por até seis meses por entrada.
- O titular também é um cidadão britânico (ultramarino)

Os cidadãos britânicos que também possuem o status BN(O) podem ter esse endosso em seus passaportes para indicar seu status adicional, com o consentimento do titular.
- O titular (deste passaporte tem a carteira de identidade permanente de Hong Kong nº XXXXXXXX que declara que o titular) tem o direito de residência em Hong Kong

Os cidadãos britânicos (ultramarinos) (BN(O)s) têm esse endosso em seus passaportes, pois o registro como BN(O) antes de 1997 exigia que o solicitante tivesse uma carteira de identidade permanente válida de Hong Kong, que garantia o direito de residência do titular em Hong Kong. Essas pessoas continuariam a ter direito de residência ou direito à terra em Hong Kong após a transferência de soberania sobre Hong Kong em 1997, de acordo com a Portaria de Imigração. Esse endosso também é encontrado em um passaporte de cidadão britânico quando o titular tem cidadania britânica e status de BN(O) (a pedido do titular). Antes da promulgação da Lei de Hong Kong de 1985 (Hong Kong Act 1985) e da Ordem de Hong Kong (Nacionalidade Britânica) de 1986 (Hong Kong (British Nationality) Order 1986), os cidadãos de Hong Kong tinham direito ao status de cidadão de território dependente britânico ("súdito britânico" CUKC antes de 1983). A observação então era a seguinte.O Titular tem direito de residência em Hong Kong.
- O Titular é ou O Titular também é conhecido como ...

Esse endosso é encontrado em passaportes em que o titular usa ou mantém outro nome profissional, artístico ou religioso e é conhecido por ele "para todos os fins", ou tem uma forma reconhecida de endereço, título acadêmico, feudal ou legal (por exemplo, Doutor, Engenheiro Europeu, Conselheiro da Rainha, Professor, Ministro da Religião) considerado um importante identificador de um indivíduo. O estilo "Dr. ...", "Professor ..." ou similar é registrado aqui, ou o nome profissional/estágio/religioso alternativo, geralmente a pedido do titular do passaporte. Por exemplo, o nome de nascimento de Cliff Richard era Harry Webb, e a página de observações do passaporte seria a seguinte:O titular também é conhecido como Cliff RichardEsse endosso também é encontrado no passaporte de pessoas com títulos de nobreza, membros do Conselho Privado, detentores de títulos de cavaleiro e outras condecorações, etc., para declarar o título do titular. Além disso, esse endosso é encontrado se o nome do titular do passaporte for muito longo para caber dentro dos limites de 30 caracteres (incluindo espaços) na página de informações do passaporte; aplica-se a cada linha reservada para o sobrenome e o primeiro nome próprio, incluindo qualquer nome do meio. De acordo com as diretrizes da agência de passaportes britânica, uma pessoa com um nome próprio longo ou múltiplo, que não se enquadre nos limites de 30 caracteres da página de informações do passaporte, deve digitar o máximo possível do primeiro nome próprio, seguido das iniciais de todos os nomes do meio (se houver). A mesma recomendação se aplica a um sobrenome longo ou múltiplo. O nome completo do titular é então exibido impresso em sua totalidade na página de Observações do passaporte. Por exemplo, o nome de nascimento de Kiefer Sutherland seria exibido na página de informações do passaporte:Sobrenome: Sutherland Nomes próprios: Kiefer W F D G RPágina de observações:O Titular é Kiefer William Frederick Dempsey George Rufus Sutherland
- O nome do titular no Código Comercial Chinês: XXXX XXXX XXXX

Esse endosso foi encontrado em passaportes de cidadãos BN(O)e de cidadãos dos Territórios Dependentes Britânicos de Hong Kong mantidos por cidadãos BN(O) e cidadãos dos Territórios Dependentes Britânicos com conexão com Hong Kong que têm um nome chinês reconhecido pelo Departamento de Imigração de Hong Kong antes da transferência. Após a transferência, os passaportes britânicos emitidos em Hong Kong só podem ser emitidos no Consulado Geral Britânico, e esse endosso não está mais em uso.
- O titular é membro do Serviço Diplomático de Sua Majestade Britânica

- O titular é cônjuge/dependente de um membro do Serviço Diplomático de Sua Majestade Britânica

Esse endosso é encontrado em passaportes britânicos de pessoas que são dependentes ou cônjuges de diplomatas britânicos.

## Passaportes múltiplos
As pessoas que têm motivos válidos podem ser autorizadas a ter mais de um livreto de passaporte. Isso se aplica geralmente a pessoas que viajam com frequência a negócios e podem precisar de um livreto de passaporte para viajar enquanto o outro está aguardando um visto para outro país. Alguns países de maioria muçulmana, incluindo Síria, Líbano, Líbia, Kuwait, Irã, Iraque, Paquistão, Arábia Saudita, Sudão e Iêmen, não emitem vistos para visitantes se seus passaportes tiverem um carimbo ou visto emitido por Israel, como resultado do conflito entre Israel e Palestina. Nesse caso, a pessoa pode solicitar um segundo passaporte para evitar problemas de viagem. É necessário fornecer os motivos e a documentação comprobatória (como uma carta de um empregador).
Além disso, uma pessoa que tenha dupla cidadania britânica e cidadania dos Territórios Britânicos Ultramarinos (BOTC) pode ter dois passaportes britânicos com status diferentes ao mesmo tempo. As pessoas que adquiriram seu status de BOTC com uma conexão com Gibraltar ou Ilhas Falkland, no entanto, não são elegíveis devido a diferenças nas regulamentações, e seus passaportes BOTC serão cancelados quando seus passaportes de cidadão britânico forem emitidos, mesmo que possuam ambas as cidadanias.

## Monarca
O Rei, Charles III, não é obrigado a ter um passaporte porque os passaportes são emitidos em seu nome e sob sua autoridade, o que torna supérfluo que ele tenha um. No entanto, todos os outros membros da família real, incluindo o herdeiro aparente Guilherme, Príncipe de Gales, precisam de passaportes.

## Requisitos de visto

Requisitos de visto para cidadãos britânicos
Ilhas britânicas (Reino Unido, Ilha de Man, Guernsey, Jersey) e Gibraltar - Direito de residência
Irlanda (Zona Comum de Viagens) - Liberdade de movimento
Visto não necessário / ESTA / eTA / eVisitor
Visto disponível na chegada ou on-line (eVisa)
Visto na chegada
eVisa
Visto necessário antes da chegada

As exigências de visto para cidadãos britânicos são restrições administrativas de entrada impostas pelas autoridades de outros países aos cidadãos do Reino Unido. Em março de 2023, os portadores de passaportes regulares do cidadão britânico tinham acesso sem visto ou com visto na chegada a 188 países e territórios, classificando o passaporte do Cidadão Britânico em sexto lugar no mundo em termos de liberdade de viagem (empatado com os passaportes francês, irlandês e português), de acordo com o Henley Passport Index. Além disso, o Passport Index da Arton Capital classificou o passaporte britânico em 5º lugar no mundo em termos de liberdade de viagem, com uma pontuação de 169 em isenção de visto (empatado com os passaportes de Singapura, Malta, Lituânia e Eslováquia), em 28 de setembro de 2022.
As exigências de visto para outras categorias de nacionais britânicos, a saber, nacionais britânicos ultramarinos, cidadãos britânicos ultramarinos, cidadãos dos territórios britânicos ultramarinos, pessoas britânicas protegidas e súditos britânicos, são diferentes.

## Estatísticas

### Estatísticas de passaportes
| Passporte   | Passporte | Passaportes em circulação |
| ----------- | --------- | ------------------------- |
| Reino Unido | Britânico | 51,116,513 (2019)         |
| Reino Unido | Gibraltar | 2,240 (2019)              |
| Reino Unido | Outros    | 421,828 (2019)            |

### Estatísticas de viagens ao exterior
De acordo com as orientações sobre viagens ao exterior fornecidas pelo governo britânico (salvo indicação em contrário), estes são os números de visitantes britânicos a vários países por ano em 2015 (salvo indicação em contrário):
Estatísticas de viagens ao exterior
| País                     | Número de visitantes | Passaporte perdidos ou roubados |
| ------------------------ | -------------------- | ------------------------------- |
| Albânia                  | 80.000               |                                 |
| Samoa Americana          | 119                  |                                 |
| Angola                   | 14.267/12.319 ?      |                                 |
| Andorra                  | 150.000              |                                 |
| Anguila                  | 5.021                |                                 |
| Antártida                | 3.915                |                                 |
| Antígua e Barbuda        | 70.701               |                                 |
| Aruba                    | 10.447               |                                 |
| Austrália                | 731.900              | 640                             |
| Áustria                  | 919.500              |                                 |
| Azerbaijão               | 29.514               |                                 |
| Bahamas                  | 28.022               |                                 |
| Bangladesh               | 150.000              |                                 |
| Barbados                 | 218.638              |                                 |
| Bielorrússia             | 6.000                |                                 |
| Bélgica                  | 868.173              |                                 |
| Belize                   | 13.342               |                                 |
| Bermudas                 | 41.348               |                                 |
| Butão                    | 3.246                |                                 |
| Bolívia                  | 17.528               |                                 |
| Bósnia e Herzegovina     | 12.715               |                                 |
| Botswana                 | 41.011               |                                 |
| Brasil                   | 185.858              |                                 |
| Brunei                   | 18.222               |                                 |
| Bulgária                 | 424.384              |                                 |
| Burquina Fasso           | 1.343                |                                 |
| Camboja                  | 159.489              |                                 |
| Camarões                 | 16.008               |                                 |
| Canadá                   | 819.530              |                                 |
| Cabo Verde               | 126.685              |                                 |
| Ilhas Cayman             | 14.017               |                                 |
| Chile                    | 54.714               |                                 |
| China                    | 594.300              |                                 |
| Colômbia                 | 39.715               |                                 |
| Congo                    | 6.115                |                                 |
| Ilhas Cook               | 2.954                |                                 |
| Costa Rica               | 76.173               |                                 |
| Croácia                  | 750.675              |                                 |
| Cuba                     | 155.802              |                                 |
| Curaçau                  | 2.806                |                                 |
| Chipre                   | 1.327.805            |                                 |
| Chéquia                  | 470.576              |                                 |
| Dinamarca                | 150.000              |                                 |
| Domínica                 | 4.951                |                                 |
| República Dominicana     | 177.534              |                                 |
| Equador                  | 27.126               |                                 |
| Egito                    | 865.000              |                                 |
| Etiópia                  | 20.000               |                                 |
| Estónia                  | 58.402               |                                 |
| Eswatini                 | 15.503               |                                 |
| Fiji                     | 16.925               |                                 |
| Finlândia                | 232.071              |                                 |
| França                   | 12.235.713           | 1.344                           |
| Polinésia Francesa       | 2.840                |                                 |
| Gâmbia                   | 60.424               |                                 |
| Gana                     | 90.000               |                                 |
| Geórgia                  | 29.406               |                                 |
| Alemanha                 | 2.551.061            | 606                             |
| Grécia                   | 2.397.169            |                                 |
| Gronelândia              | 1.595                |                                 |
| Granada                  | 25.351               |                                 |
| Guadalupe                | <1.000               |                                 |
| Hong Kong                | 555.353              |                                 |
| Hungria                  | 376.573              |                                 |
| Islândia                 | 297.963              |                                 |
| Indonésia                | 352.017              |                                 |
| Índia                    | 986.296              |                                 |
| Irlanda                  | 3.547.000            |                                 |
| Israel                   | 198.500              |                                 |
| Itália                   | 4.922.000            | 737                             |
| Jamaica                  | 217.647              |                                 |
| Japão                    | 310.500              |                                 |
| Jordânia                 | 64.776               |                                 |
| Cazaquistão              | 21.341               |                                 |
| Kiribati                 | 173                  |                                 |
| Kuwait                   | 7.000                |                                 |
| Quénia                   | 100.000              |                                 |
| Quirguistão              | 6.900                |                                 |
| Laos                     | 27,723               |                                 |
| Letónia                  | 95.357               |                                 |
| Líbano                   | 61.994               |                                 |
| Lesoto                   | 2.380                |                                 |
| Liechtenstein            | 2.200                |                                 |
| Lituânia                 | 58.200               |                                 |
| Luxemburgo               | 69.350               |                                 |
| Macau                    | 57.121               |                                 |
| Madagascar               | 3.167                |                                 |
| Malásia                  | 358.818              |                                 |
| Malawi                   | 51.145               |                                 |
| Maldivas                 | 103.977              |                                 |
| Malta                    | 640.570              |                                 |
| Mali                     | 900                  |                                 |
| Ilhas Marshall           | 51                   |                                 |
| Maurícia                 | 149.807              |                                 |
| México                   | 563.099              |                                 |
| Moldávia                 | 11.555               |                                 |
| Mongólia                 | 6.012                |                                 |
| Montenegro               | 37.464               |                                 |
| Montserrat               | 1.380                |                                 |
| Marrocos                 | 554.000              |                                 |
| Myanmar                  | 51.051               |                                 |
| Namíbia                  | 27.365               |                                 |
| Nepal                    | 29.730               |                                 |
| Nova Caledônia           | 708                  |                                 |
| Nigéria                  | 117.000              |                                 |
| Niue                     | 146                  |                                 |
| Macedónia do Norte       | 8.856                |                                 |
| Noruega                  | 581.000              |                                 |
| Países Baixos            | 2.195.000            | 602                             |
| Nova Zelândia            | 249.264              |                                 |
| Nicarágua                | 16.923               |                                 |
| Omã                      | 143.224              |                                 |
| Paquistão                | 275.400              |                                 |
| Palau                    | 852                  |                                 |
| Panamá                   | 16.338               |                                 |
| Papua-Nova Guiné         | 6.974                |                                 |
| Peru                     | 69.506               |                                 |
| Filipinas                | 182.708              |                                 |
| Polónia                  | 796.900              |                                 |
| Portugal                 | 2.600.000            | 405                             |
| Catar                    | 120.495              |                                 |
| Roménia                  | 243.991              |                                 |
| Rússia                   | 193.522              |                                 |
| Saba                     | 200                  |                                 |
| Santa Lúcia              | 68.175               |                                 |
| São Vicente e Granadinas | 17.045               |                                 |
| Samoa                    | 1.422                |                                 |
| San Marino               | 5.750                |                                 |
| São Tomé e Príncipe      | 83                   |                                 |
| Sérvia                   | 32.802               |                                 |
| Seicheles                | 21.906               |                                 |
| Singapura                | 518.903              |                                 |
| Santo Eustáquio          | 200                  |                                 |
| Eslováquia               | 77.837               |                                 |
| Eslovénia                | 118.508              |                                 |
| Ilhas Salomão            | 496                  |                                 |
| África do Sul            | 407.486              |                                 |
| Coreia do Sul            | 126.024              |                                 |
| Espanha                  | 18.502.722           | 5.605                           |
| Sri Lanka                | 201.879              |                                 |
| Suriname                 | 1.077                |                                 |
| Suíça                    | 709.925              | 430                             |
| Suécia                   | 603.000              |                                 |
| Taiwan                   | 104.911              |                                 |
| Tanzânia                 | 67,742               |                                 |
| Tailândia                | 994.468              | 603                             |
| Timor-Leste              | 1.253                |                                 |
| Tonga                    | 1.102                |                                 |
| Trindade e Tobago        | 37.473               |                                 |
| Turquia                  | 2.254.871            |                                 |
| Turcas e Caicos          | 6.399                |                                 |
| Tuvalu                   | 59                   |                                 |
| Uganda                   | 43.009               |                                 |
| Uruguai                  | 20.000               |                                 |
| Ucrânia                  | 78.603               |                                 |
| Emirados Árabes Unidos   | 1.265.000            |                                 |
| Estados Unidos           | 5.076.167            | 1.539                           |
| Uzbequistão              | 1.800                |                                 |
| Venezuela                | 20.837               |                                 |
| Vietname                 | 283.537              |                                 |
| Zâmbia                   | 36.997               |                                 |

1. 1 2 3 4 5 6 7 8 9 10 11 12 13 14 15 16  Dados referentes a 2014
2. 1 2 3 4 5 6 7 8 9 10 11 12 13 14 15 16 17 18 19 20 21 22 23 24 25 26 27 28 29 30 31 32 33 34 35 36 37 38 39 40 41 42 43 44 45 46 47 48 49 50 51 52 53 54 55 56 57 58 59 60 61 62 63 64 65 66  Dados referentes a 2017
3. 1 2 3  Dados referentes a 2015
4. 1 2 3 4 5 6 7 8 9 10 11 12 13 14 15 16 17 18 19 20 21 22 23 24 25 26 27 28 29 30 31 32 33  Dados referentes a 2016
5. 1 2 3 4 5 6 7 8 9 10 11 12 13 14 15 16  Contando apenas os hóspedes dos estabelecimentos de alojamento turístico.
6. ↑  Dados referentes a 2011
7. 1 2 3 4 5 6 7 8 9  Dados referentes a 2018
8. 1 2 3 4  Dados referentes a chegadas por ar, apenas.
9. 1 2  Dados referentes a 2012
10. 1 2 3  Dados referentes a 2013
11. 1 2  Dados referentes a 2009
12. ↑  Dados referentes a chegadas por ar apenas.
13. ↑  Dados referentes a 2010
14. ↑  Dados referentes a 2019
15. ↑  Dados referentes a 2005
16. ↑  Número total inclui turistas, viajantes em negócios, estudantes, visitantes de intercâmbio, trabalhadores temporários e famílias, diplomatas e outros representantes e todas as outras classes de admissões de não-imigrantes (I-94).

## Custo
O custo de um passaporte britânico varia entre a gratuitidade e 104 libras esterlinas, para um passaporte de viajante frequente de 50 páginas para um adulto (a partir dos 16 anos) que apresente um pedido em papel.
Antes do Brexit, o contrato de impressão de passaportes britânicos era detido pela empresa britânica De La Rue. Em 2018, o contrato de impressão pós-Brexit foi adjudicado à empresa franco-holandesa Gemalto, que em 2019 se tornou Thales DIS, parte do grupo multinacional Thales. Os livretos dos passaportes serão impressos a preços mais baixos na Polónia, com a controversa perda de postos de trabalho na De La Rue, mas os passaportes serão personalizados no Reino Unido, em duas instalações.

## Galeria de passaportes britânicos

Passaportes dos territórios ultramarinos britânicos
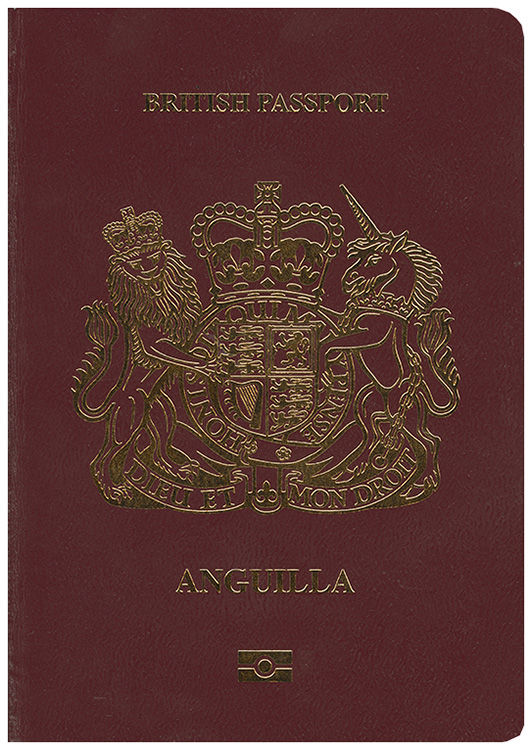
Passaporte de Anguila
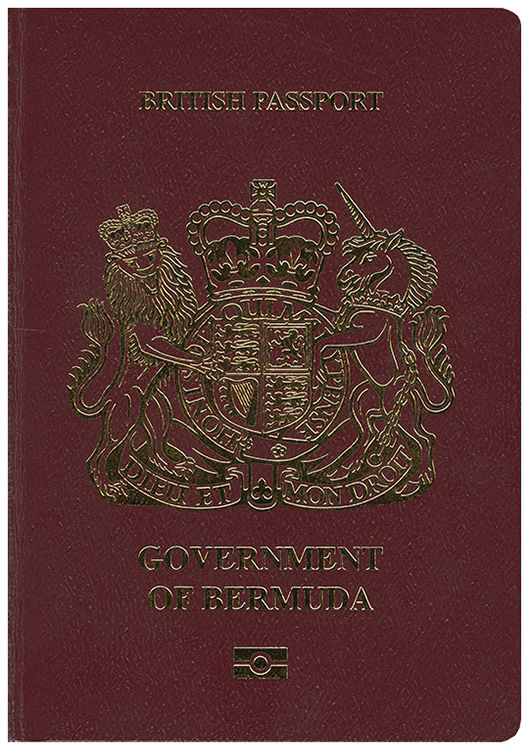
Passaporte de Bermuda
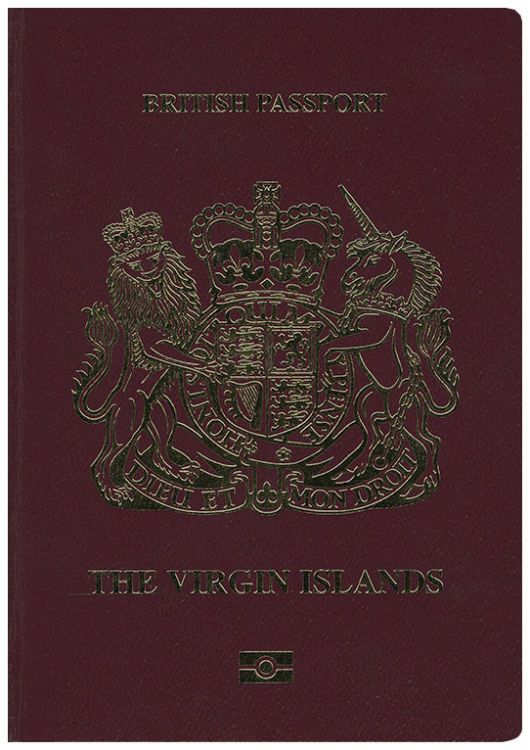
Passaporte das Ilhas Virgens
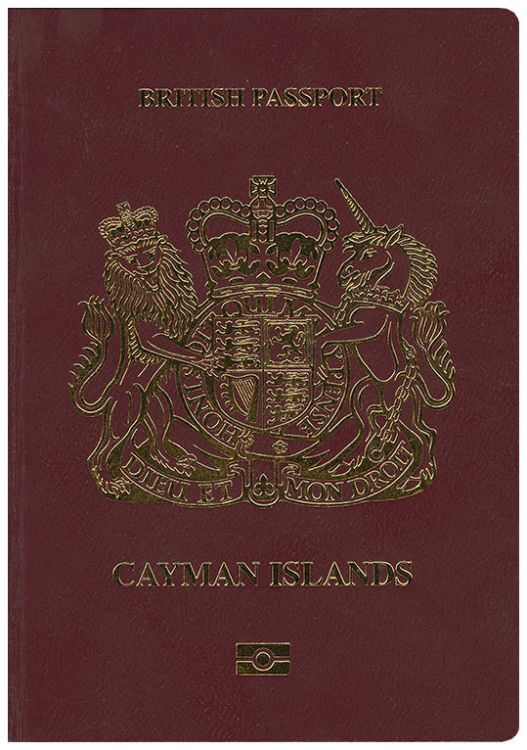
Passaporte das Ilhas Cayman
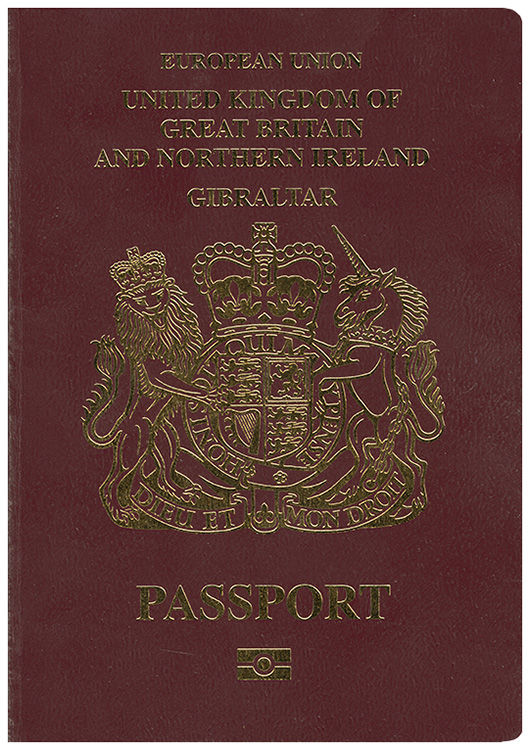
Passaporte de Gibraltar
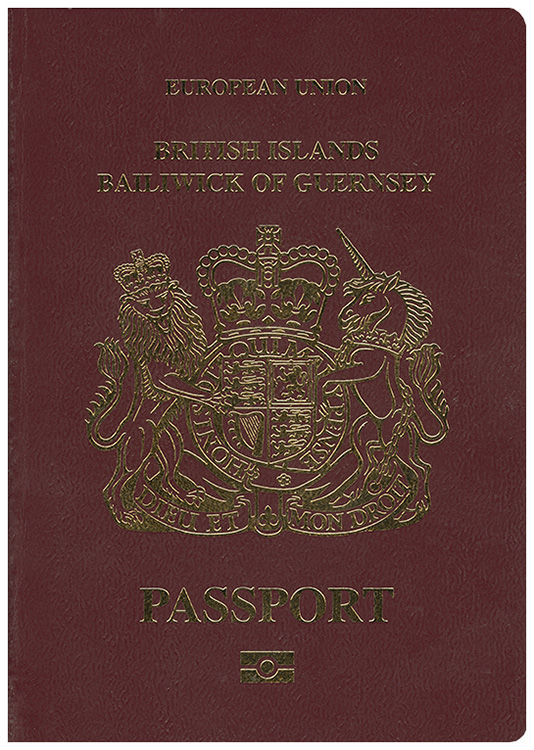
Passaporte de Guernsey
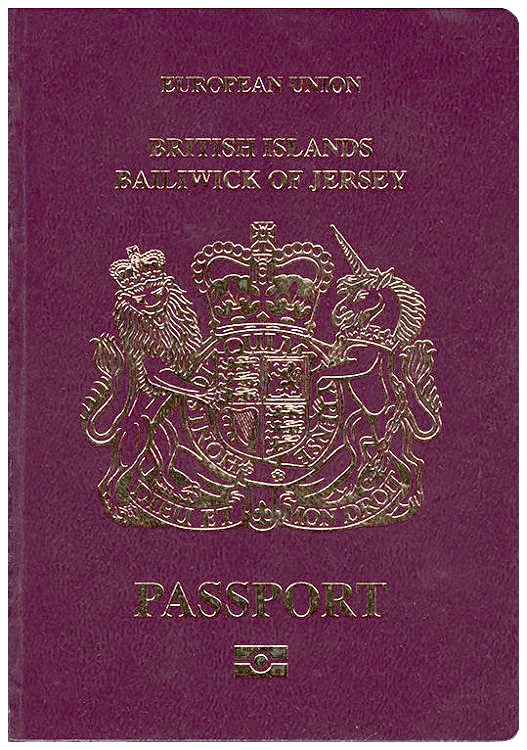
Passaporte de Jersey
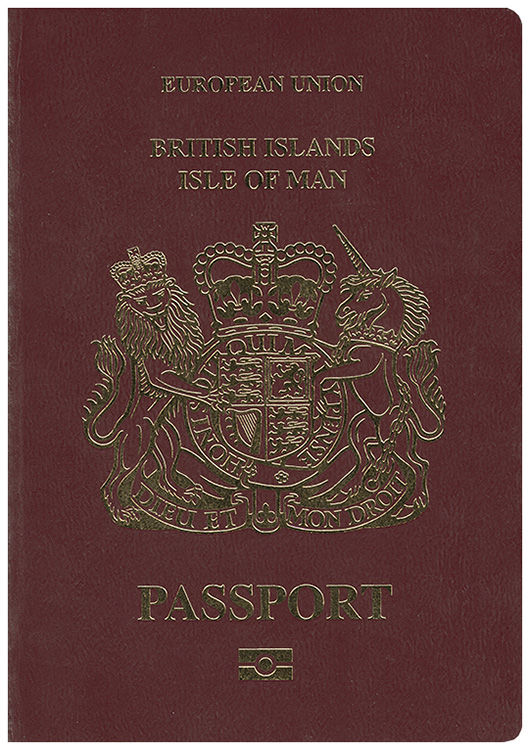
Passaporte da Ilha de Man
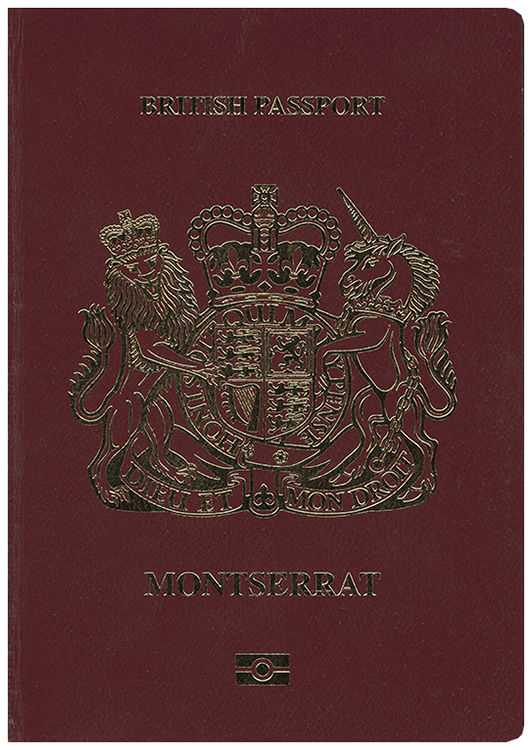
Passaporte de Montserrat
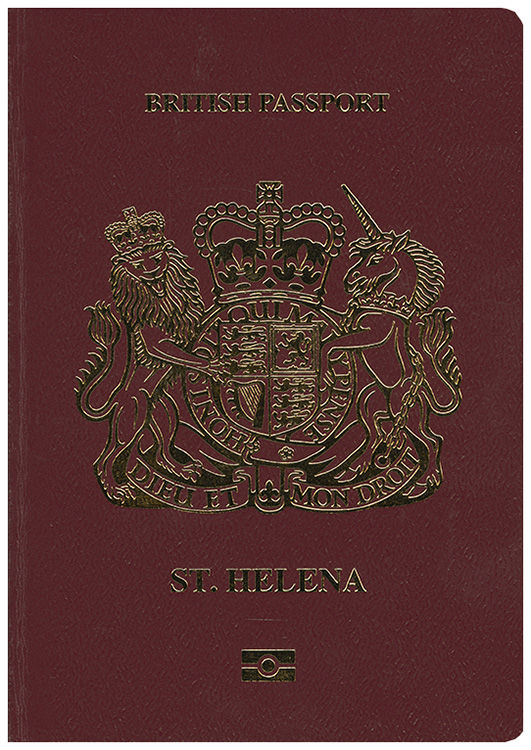
Passaporte de Santa Helena
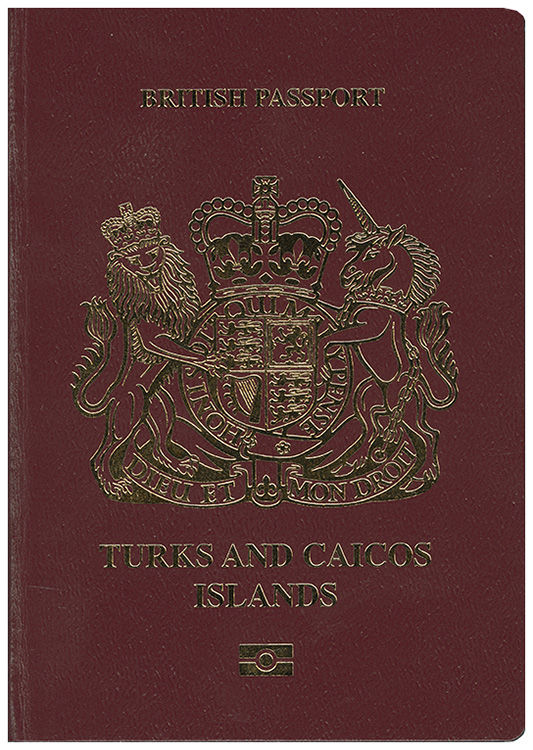
Passaporte de Turks and Caicos

Passaportes oficiais e diplomáticos
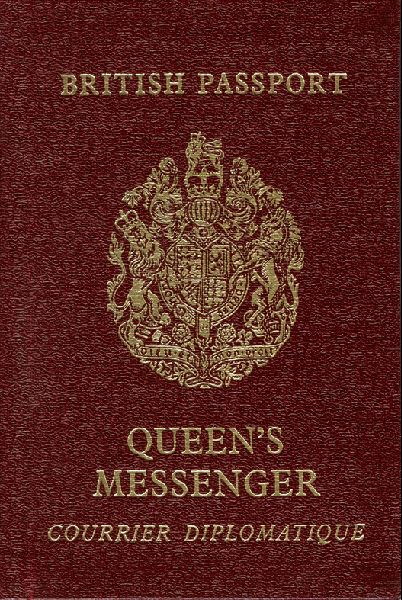
Passaporte de Mensageiro da Rainha
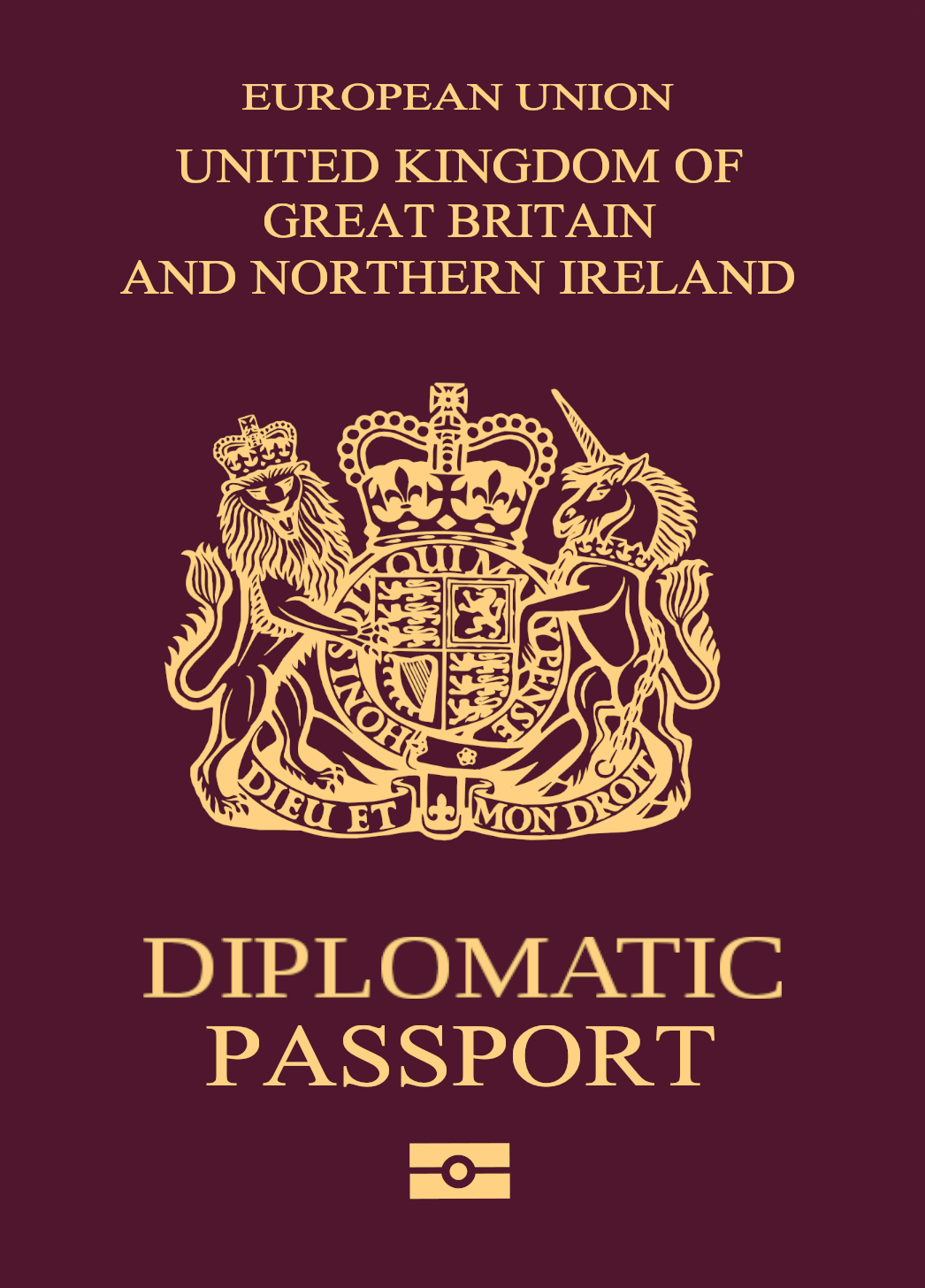
Passaporte britânico diplomático biométrico
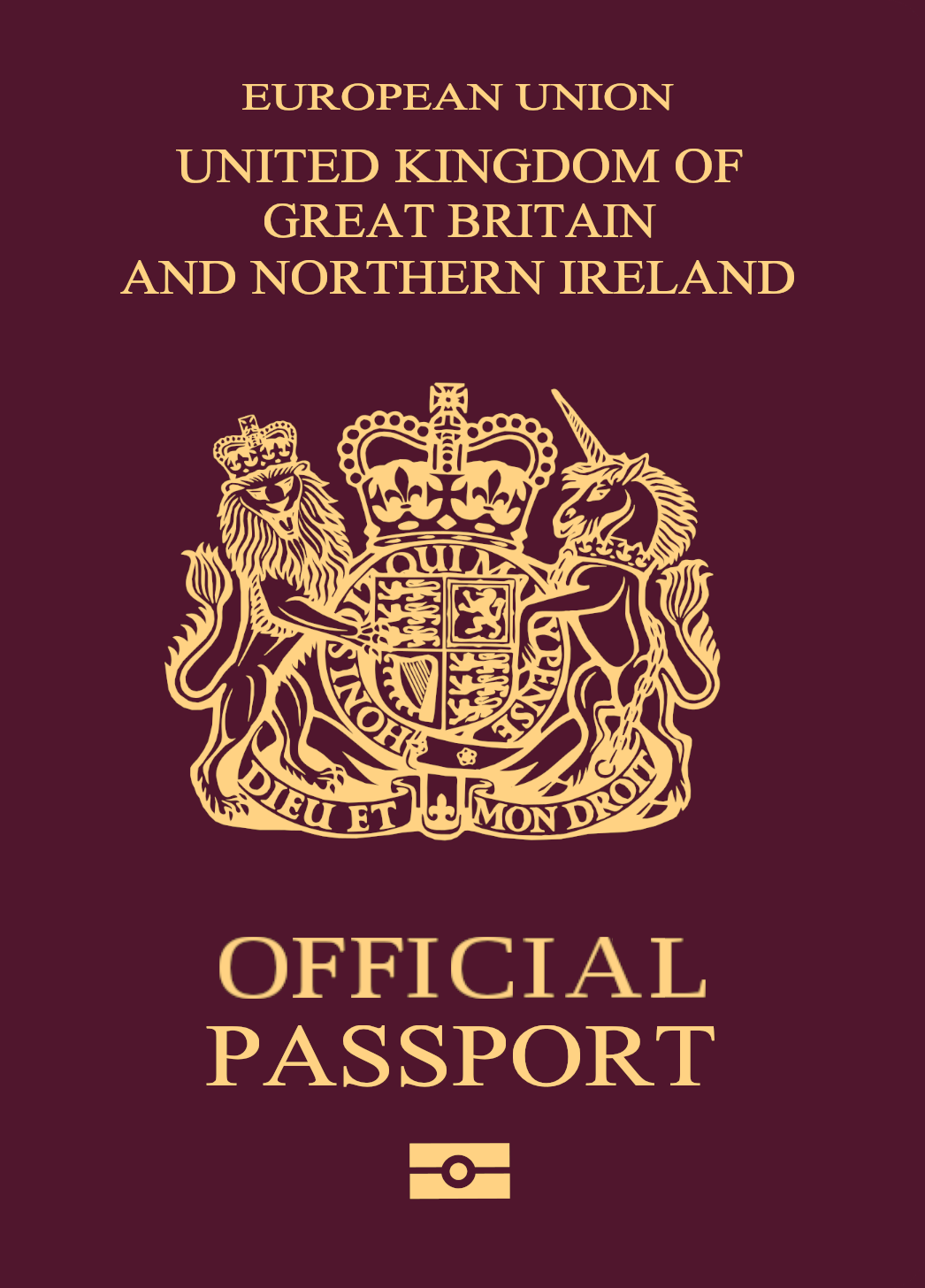
Passaporte oficial britânico biométrico

Passaportes de emergência
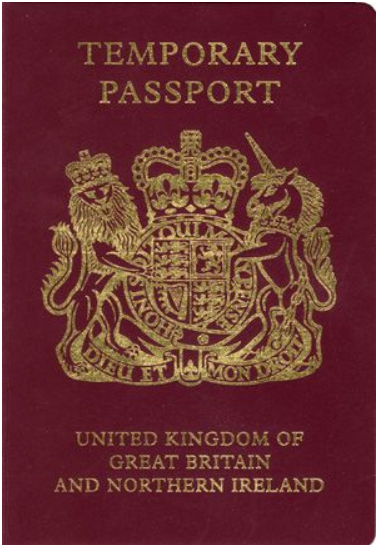
Passaporte temporário de 2004-2009
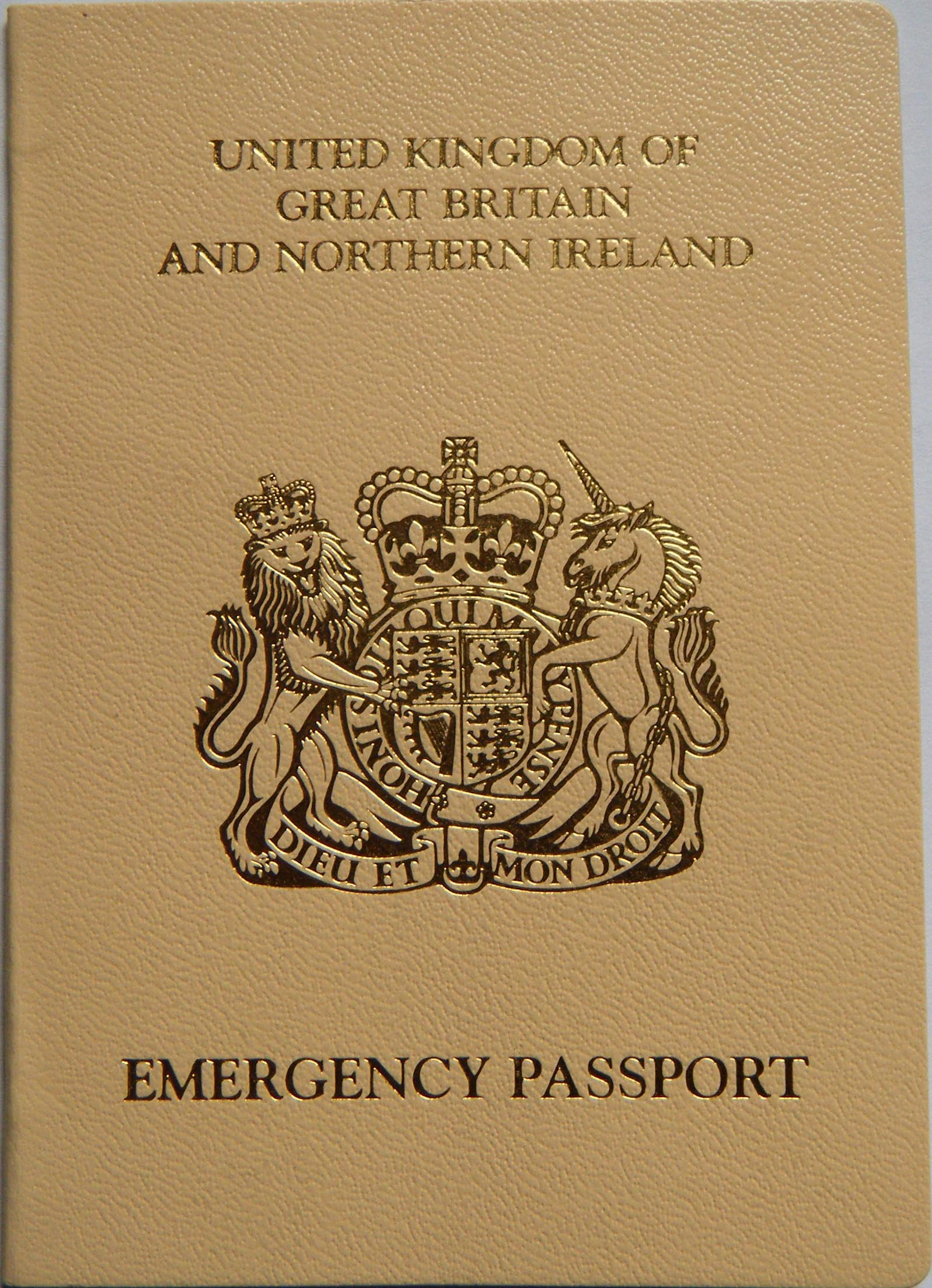
Passaporte de emergência Série B
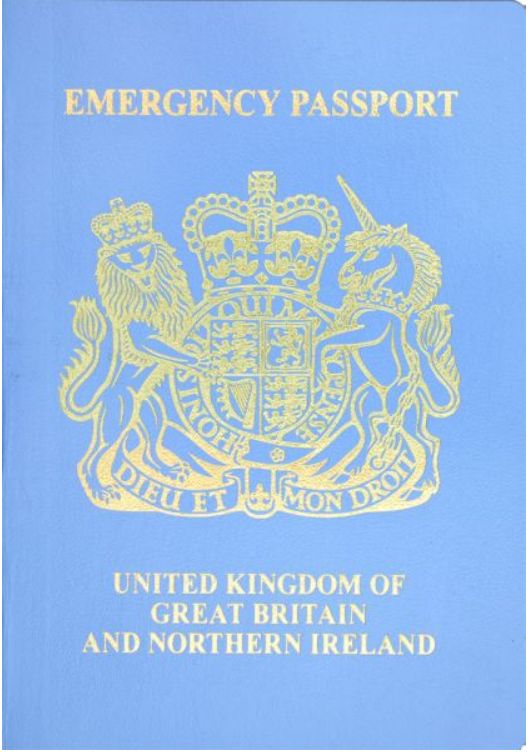
2019–Passaporte de emergência atual

Previously issued passports
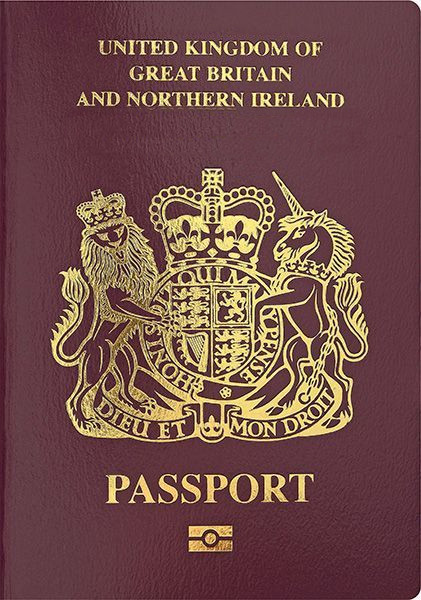
Passaporte de cidadão britânico emitido entre 30 de março de 2019 e o início de 2020 (modelo não comunitário emitido a todos os nacionais britânicos, incluindo cidadãos britânicos)
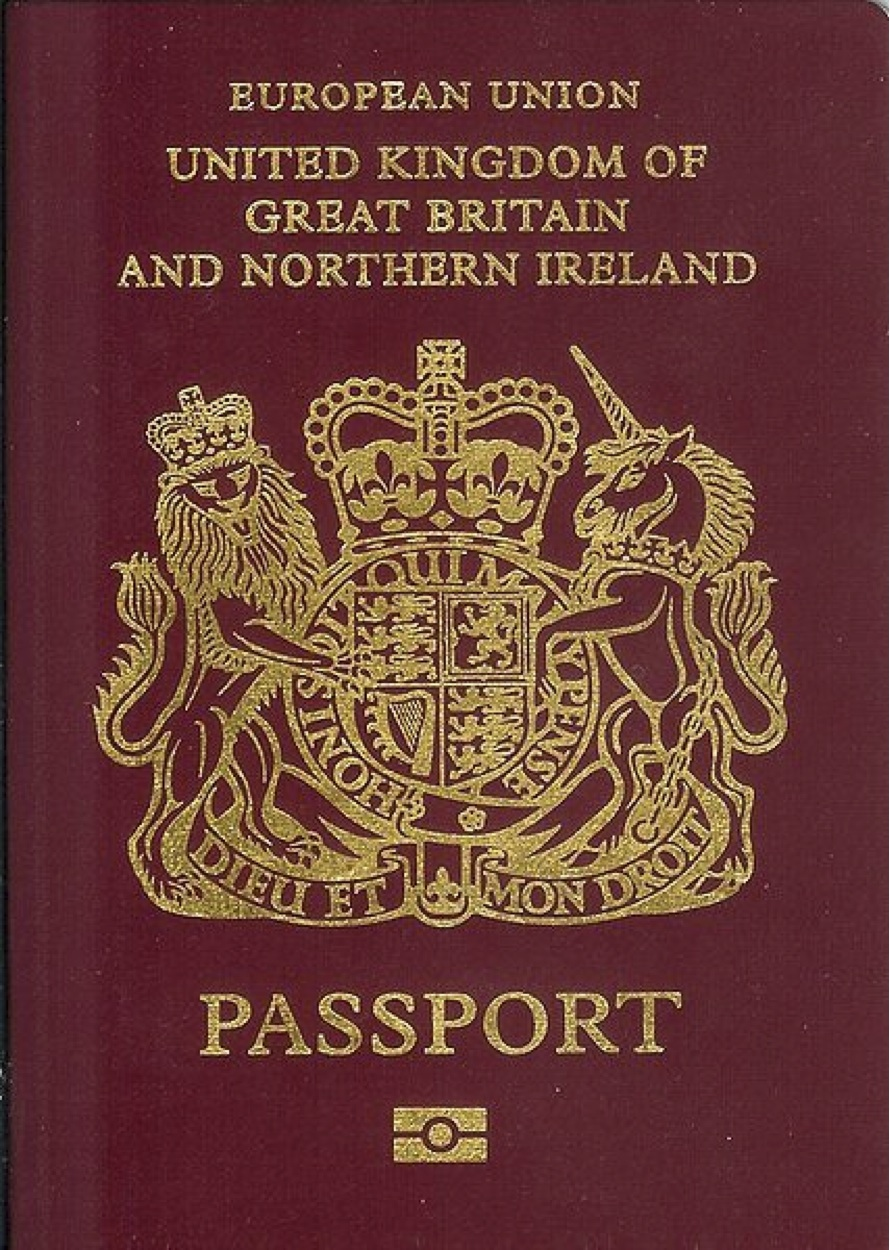
Passaporte de cidadão britânico emitido antes de 30 de março de 2019 (último desenho da UE emitido para cidadãos britânicos)
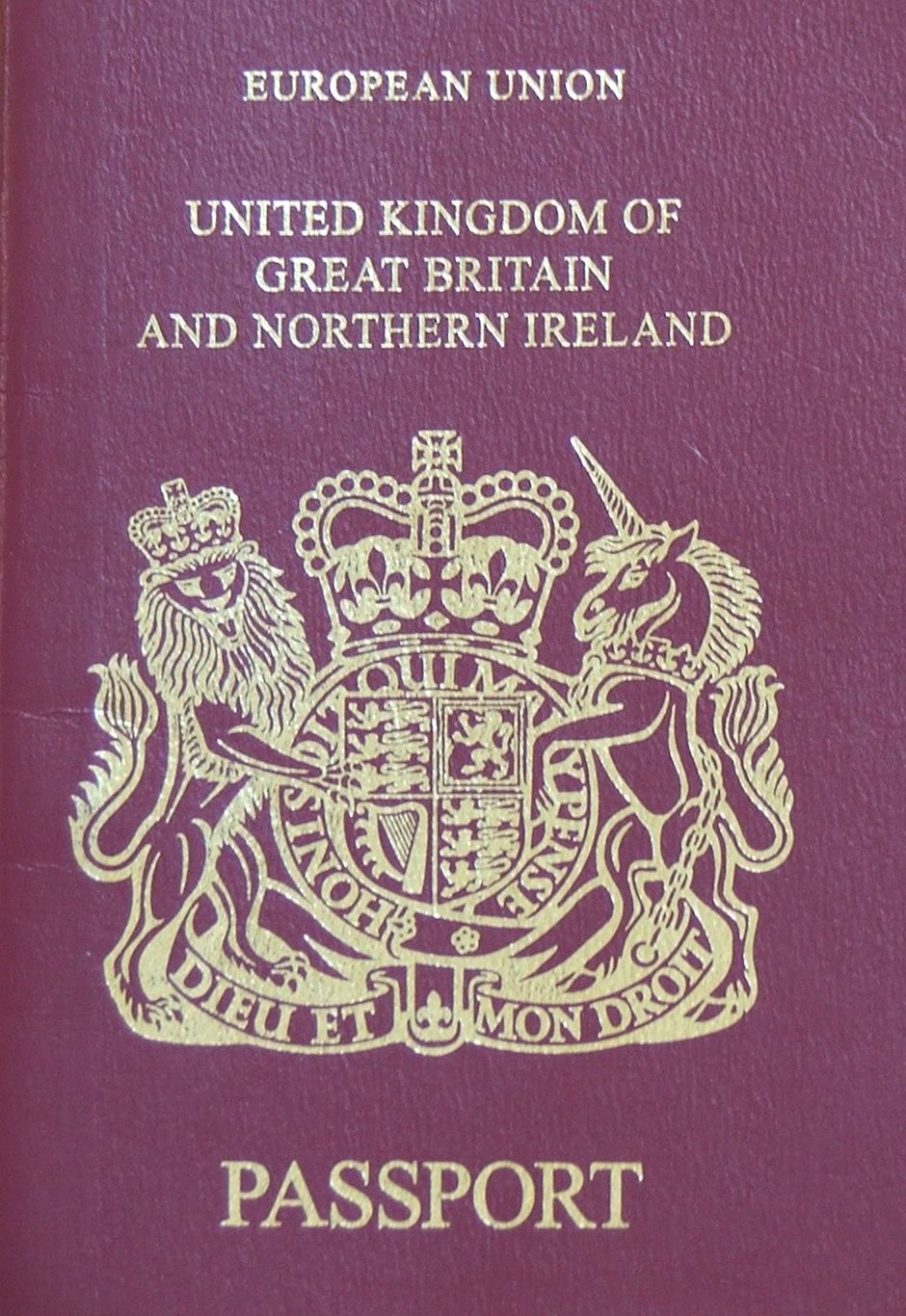
Passaporte britânico não biométrico emitido entre 1997 e 2006
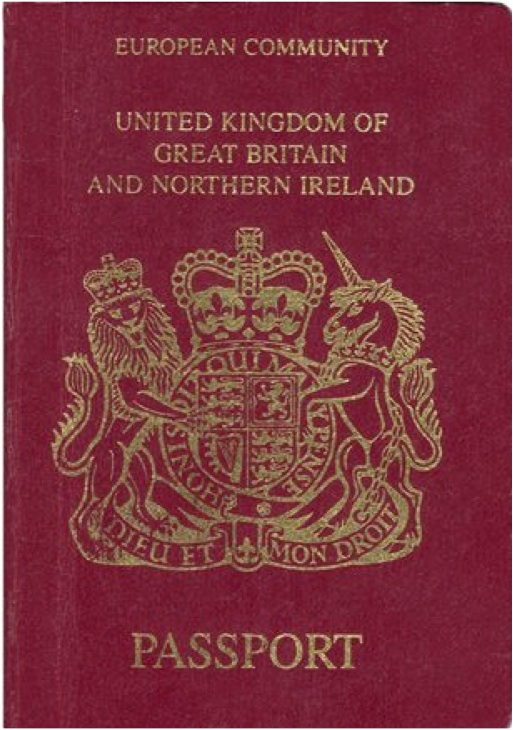
Primeiro passaporte britânico de leitura óptica emitido entre 1988 e 1997
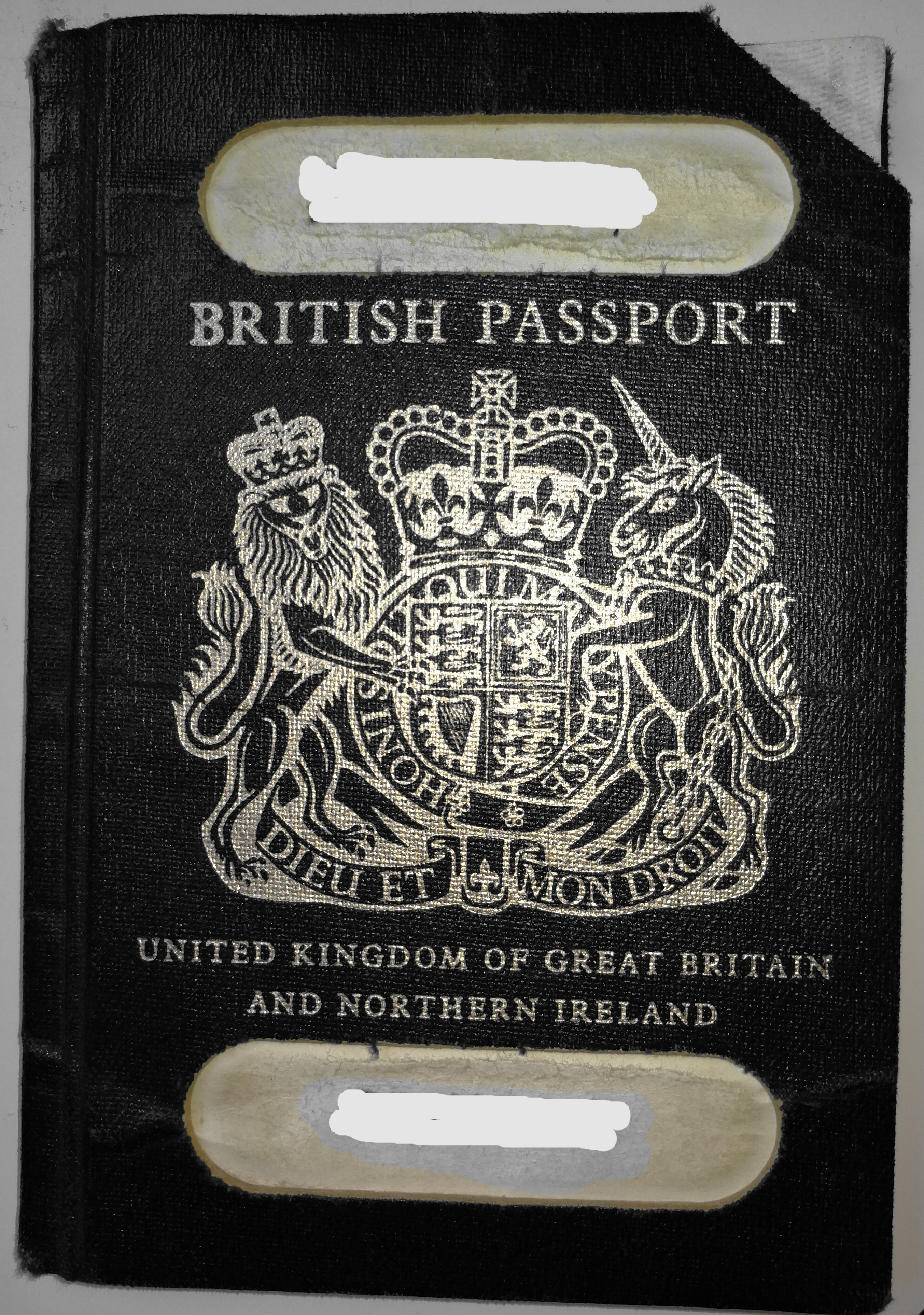
Último passaporte britânico de leitura óptica emitido antes de 1988
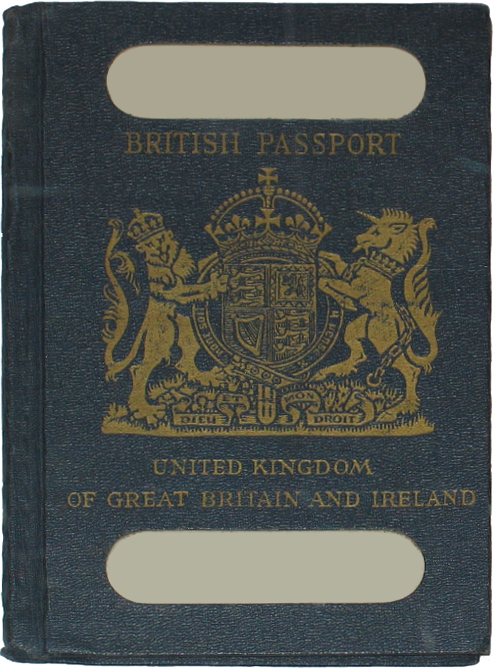
Passaporte de 1920 do Reino Unido da Grã-Bretanha e Irlanda
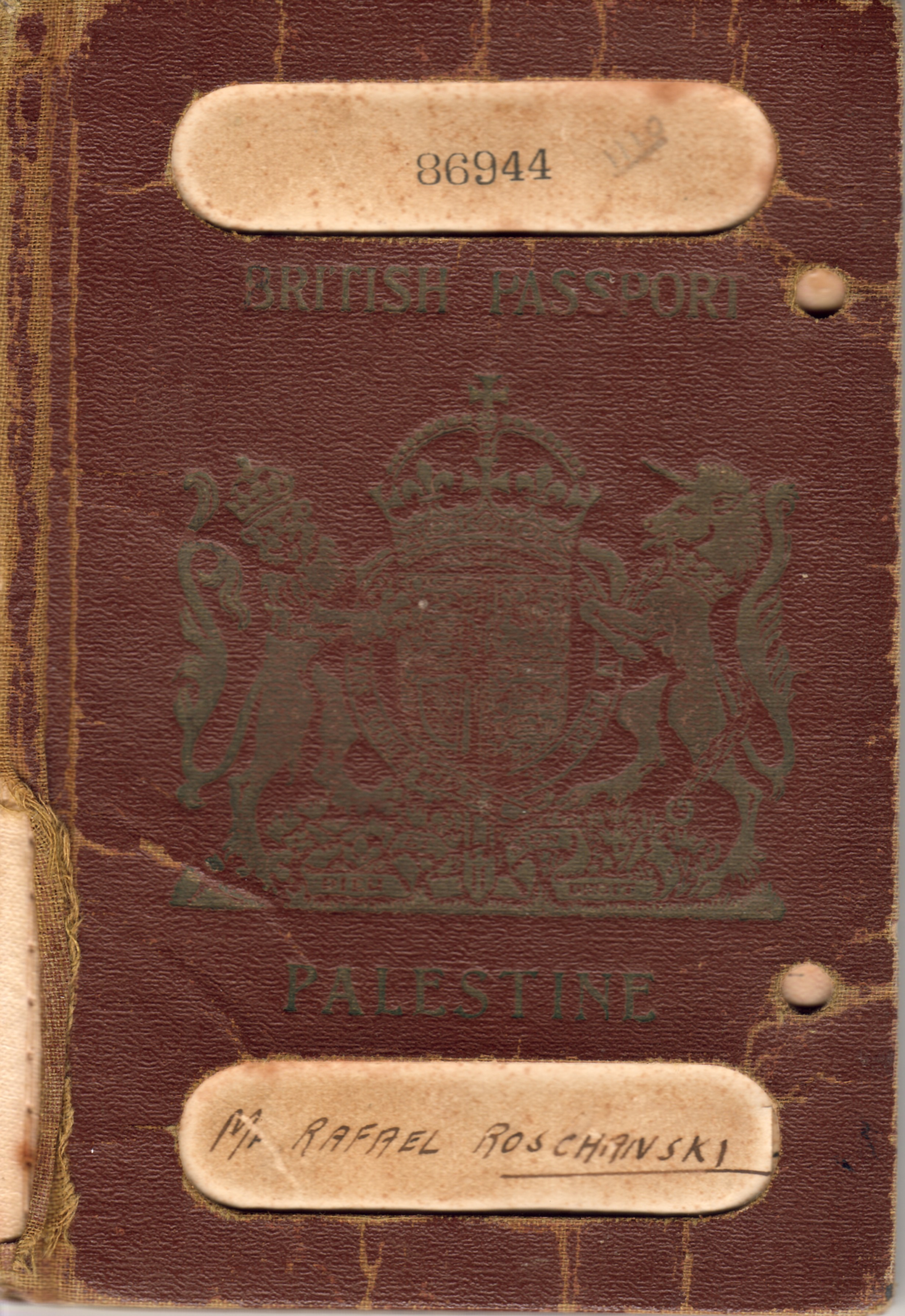
Passaporte da Palestina sob mandato britânico de 1939
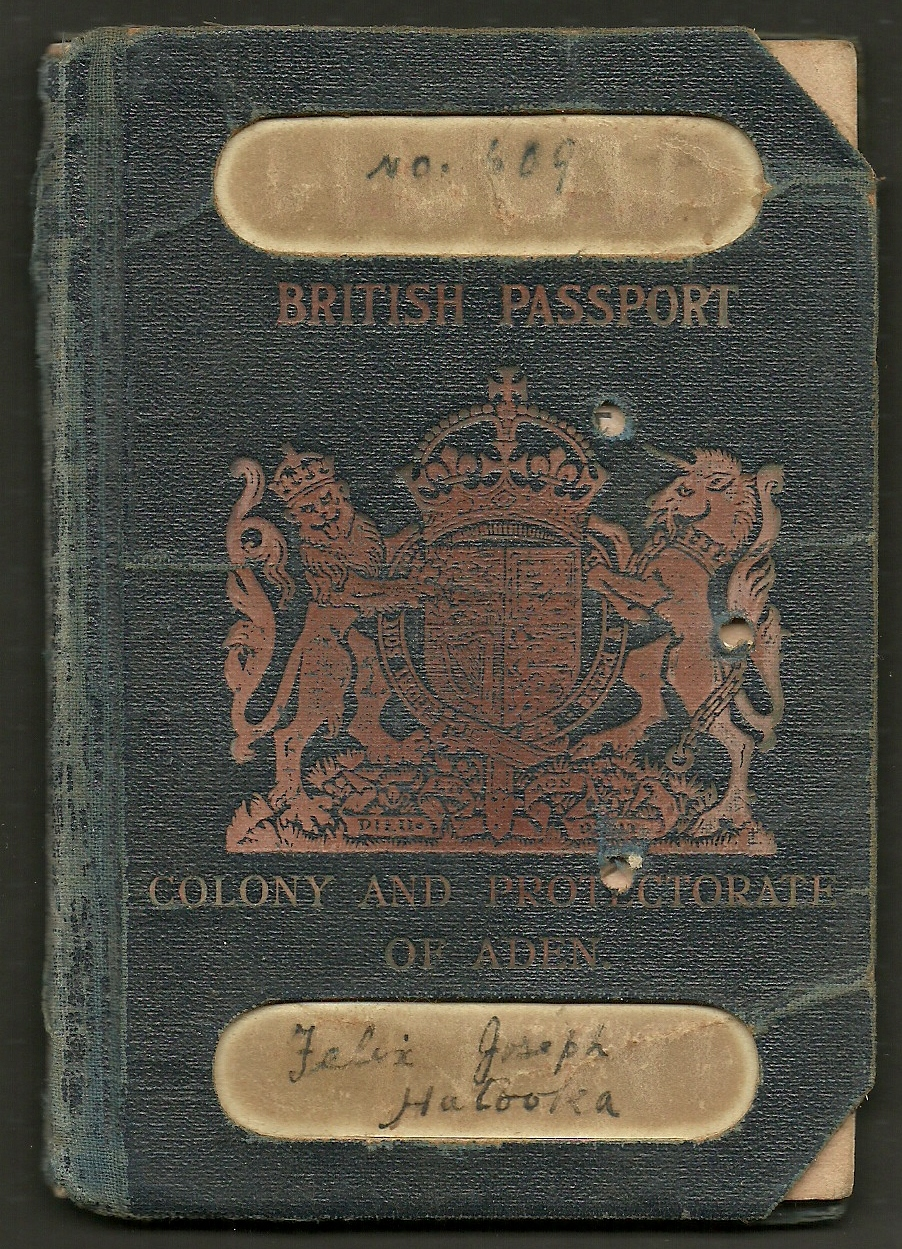
Passaporte de 1940 da Colónia de Adem
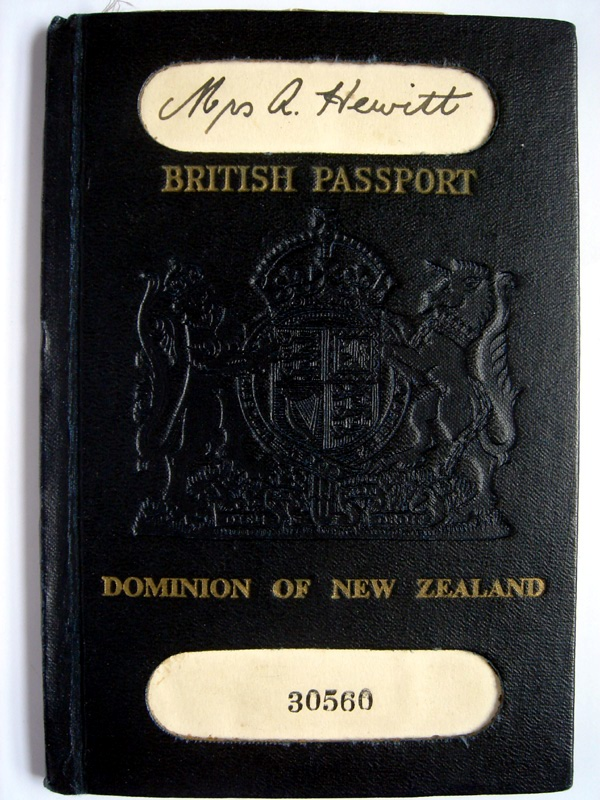
Passaporte da Nova Zelândia
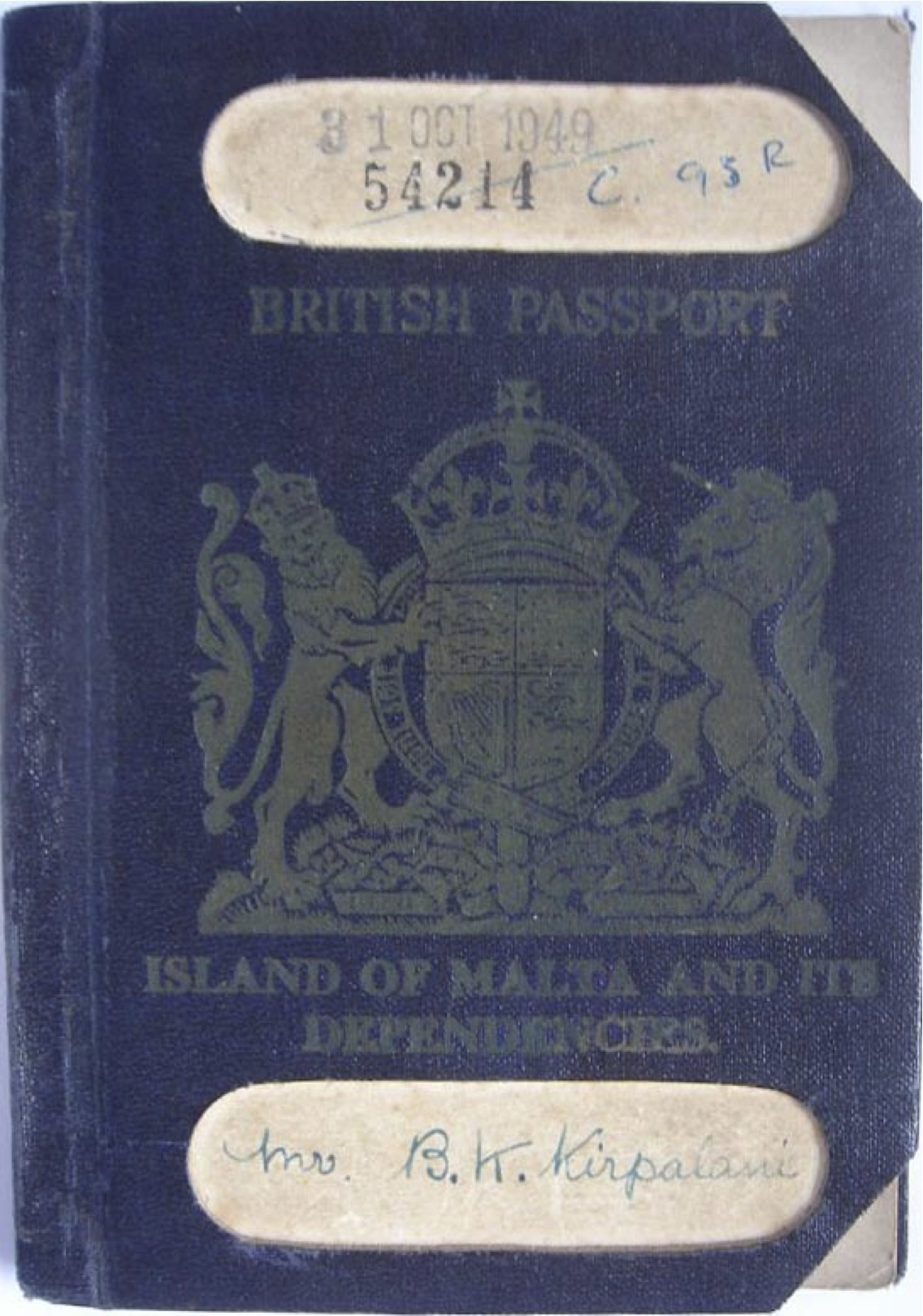
Passaporte de 1949 de malta
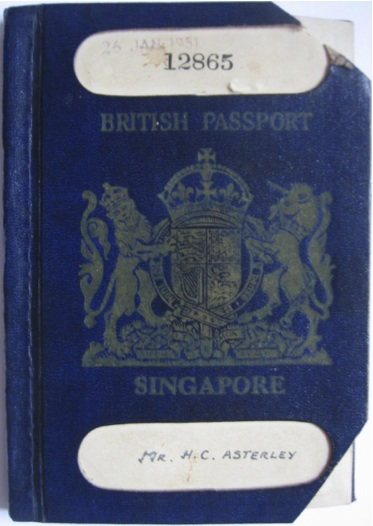
Passaporte de 1951 de Singapura
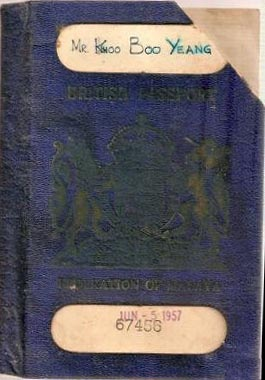
Passaporte de 1957 da Federação Malaia
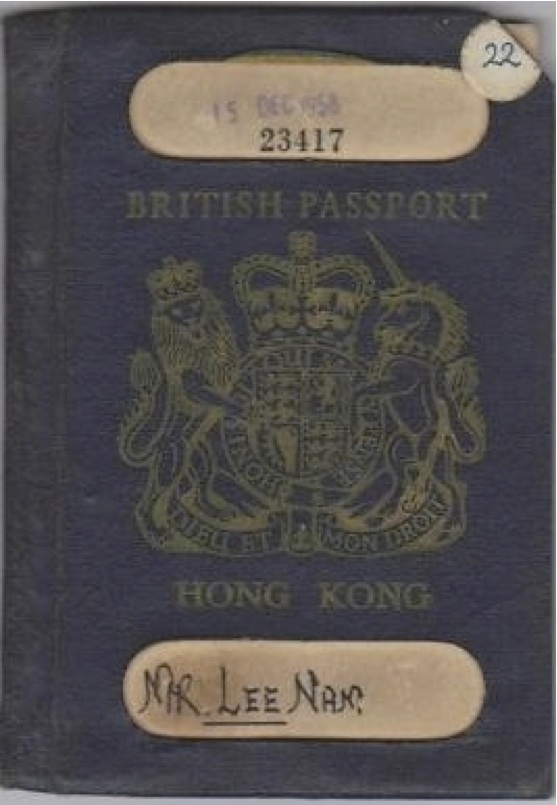
Passaporte de 1958 de Hong Kong britânico
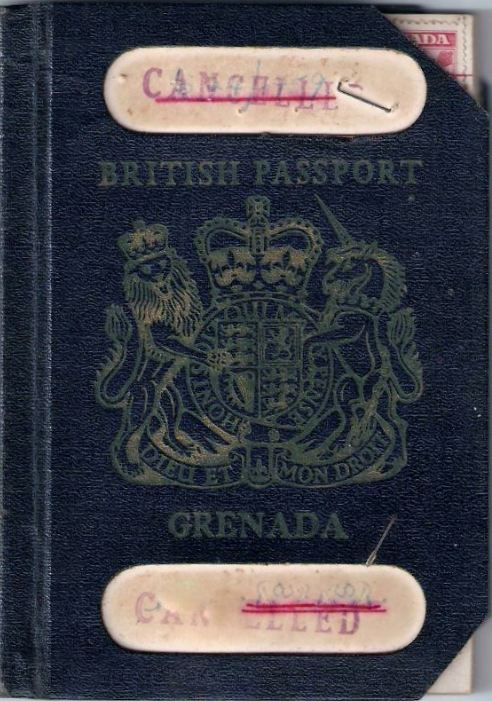
Passaporte de 1959 de Grenada
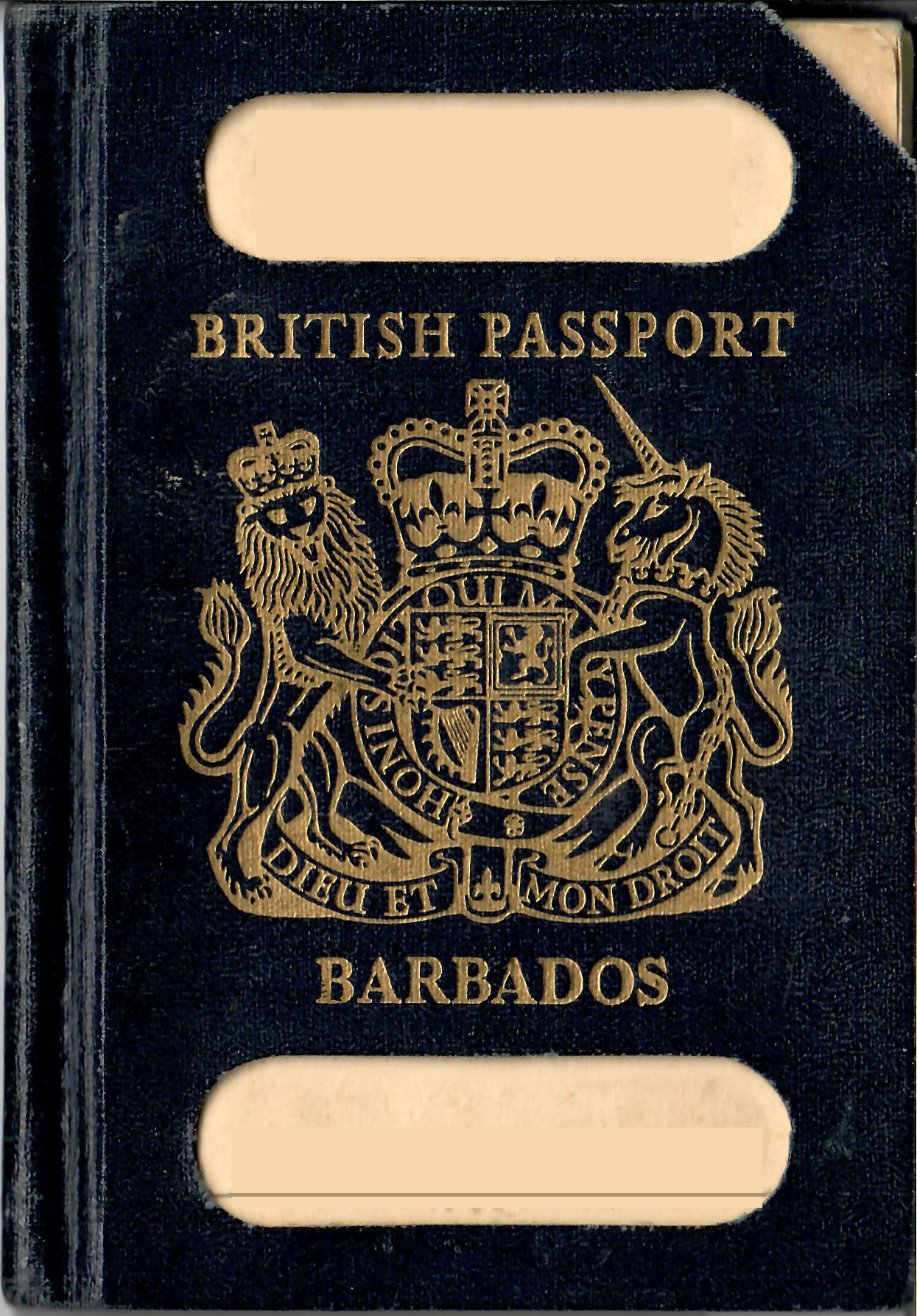
Passaporte britânico colonial de Barbados de 1963
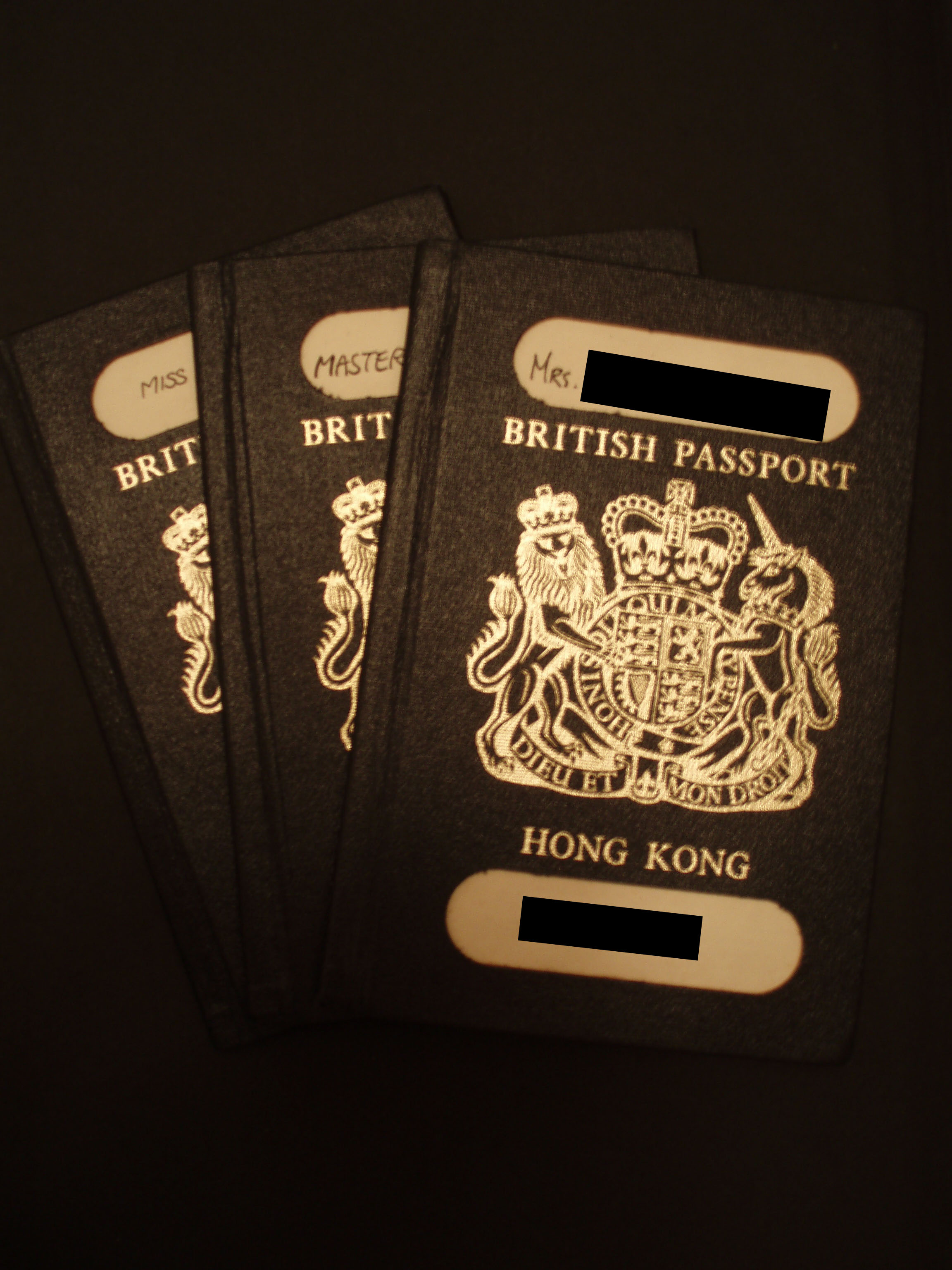
Passaportes de cidadãos dos Territórios Dependentes Britânicos (BDTC) de Hong Kong anteriores a 1990
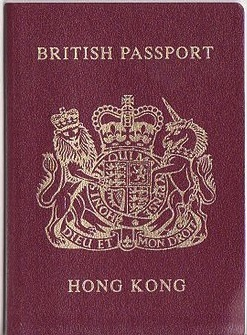
Passaporte BDTC de Hong Kong de 1997
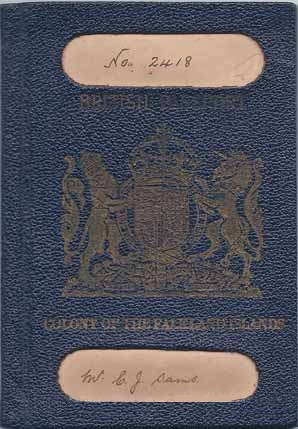
Passaporte das Ilhas Falkland
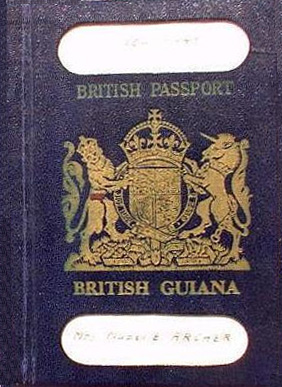
Passaporte da Guiana britânica
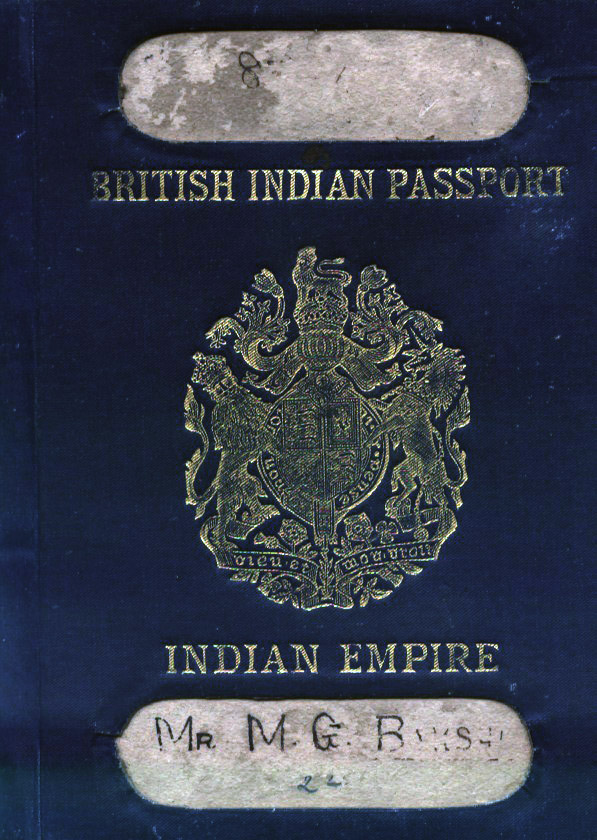
Passaporte indiano britânico
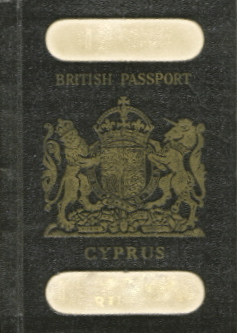
Passaporte britânico do Chipre
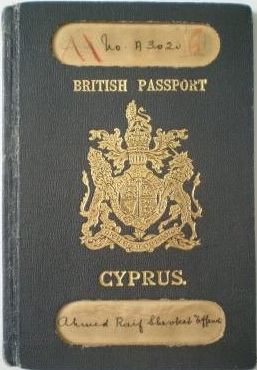
Passaporte britânico do Chipre - versão mais antiga
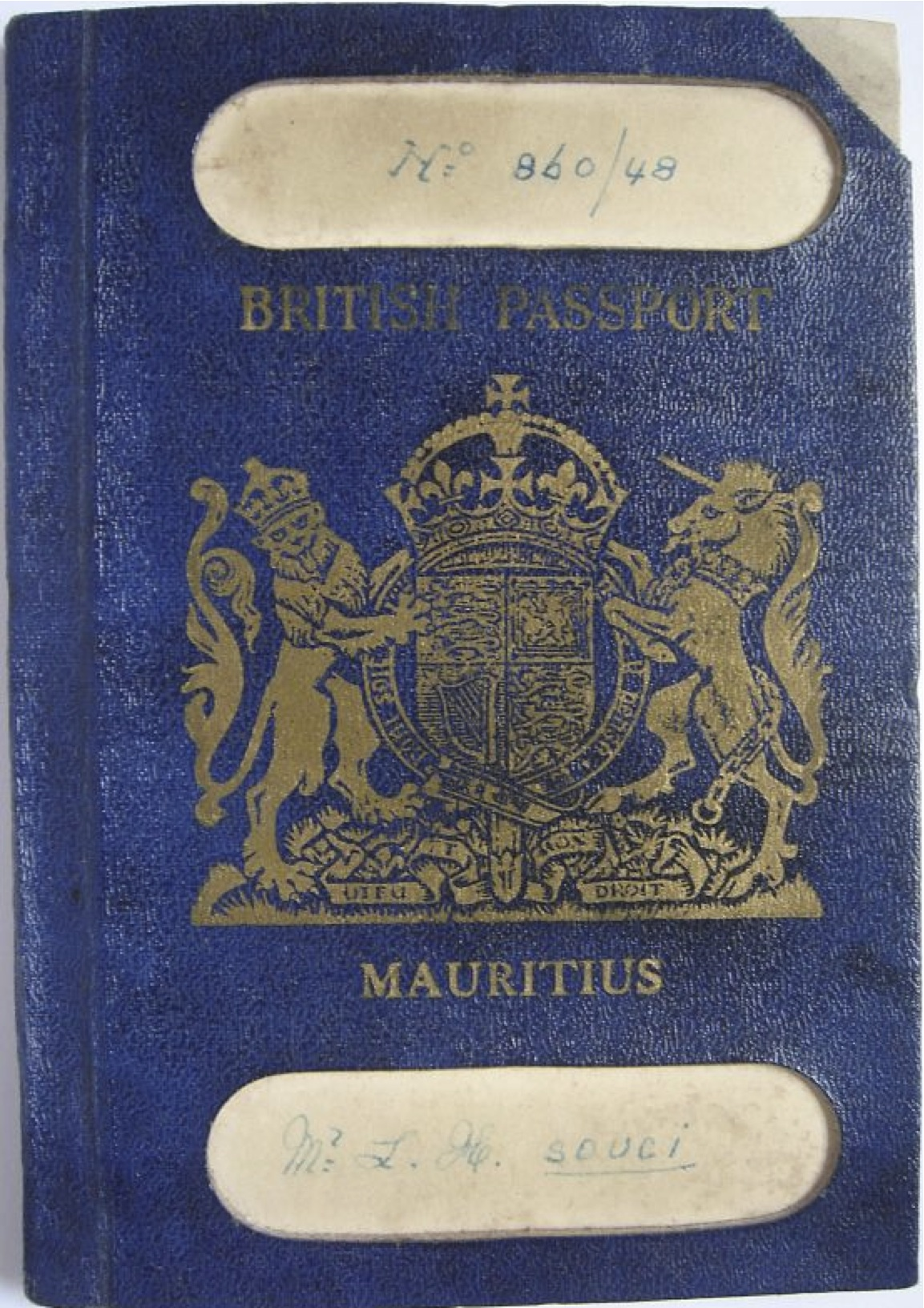
Passaporte de Maurício
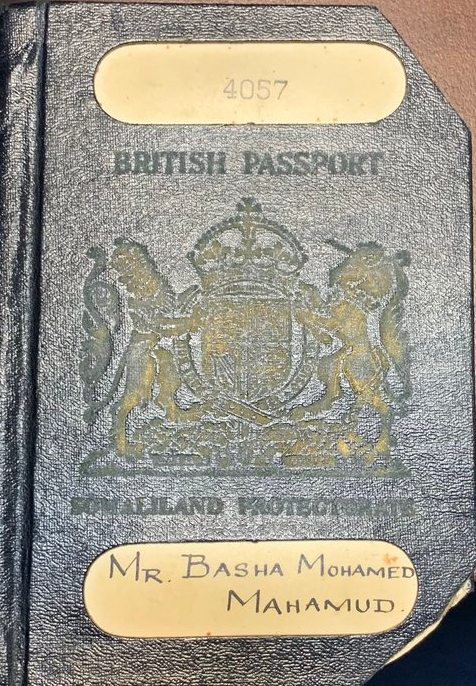
Passaporte britânico da Somalilândia
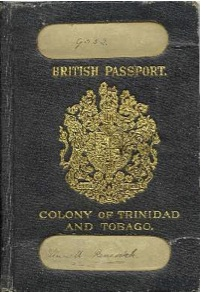
Passaporte de Trinidad e Tobago
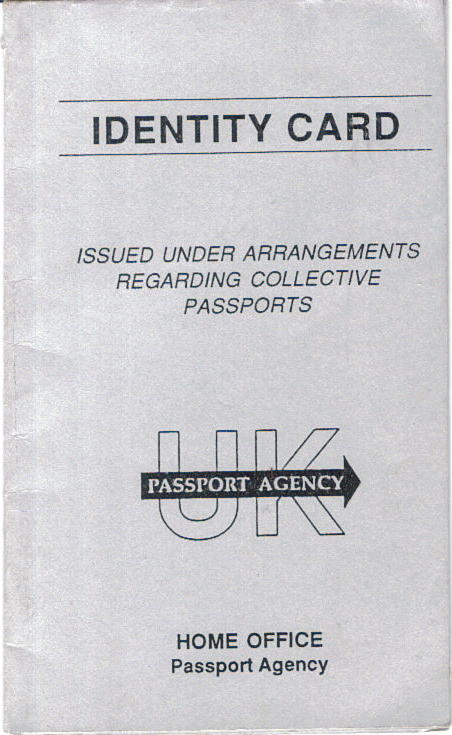
Cartão de identidade em papelão emitido de acordo com os arranjos relativos a passaportes coletivos pela Agência de Passaportes do Reino Unido em 2001.